# 儿童

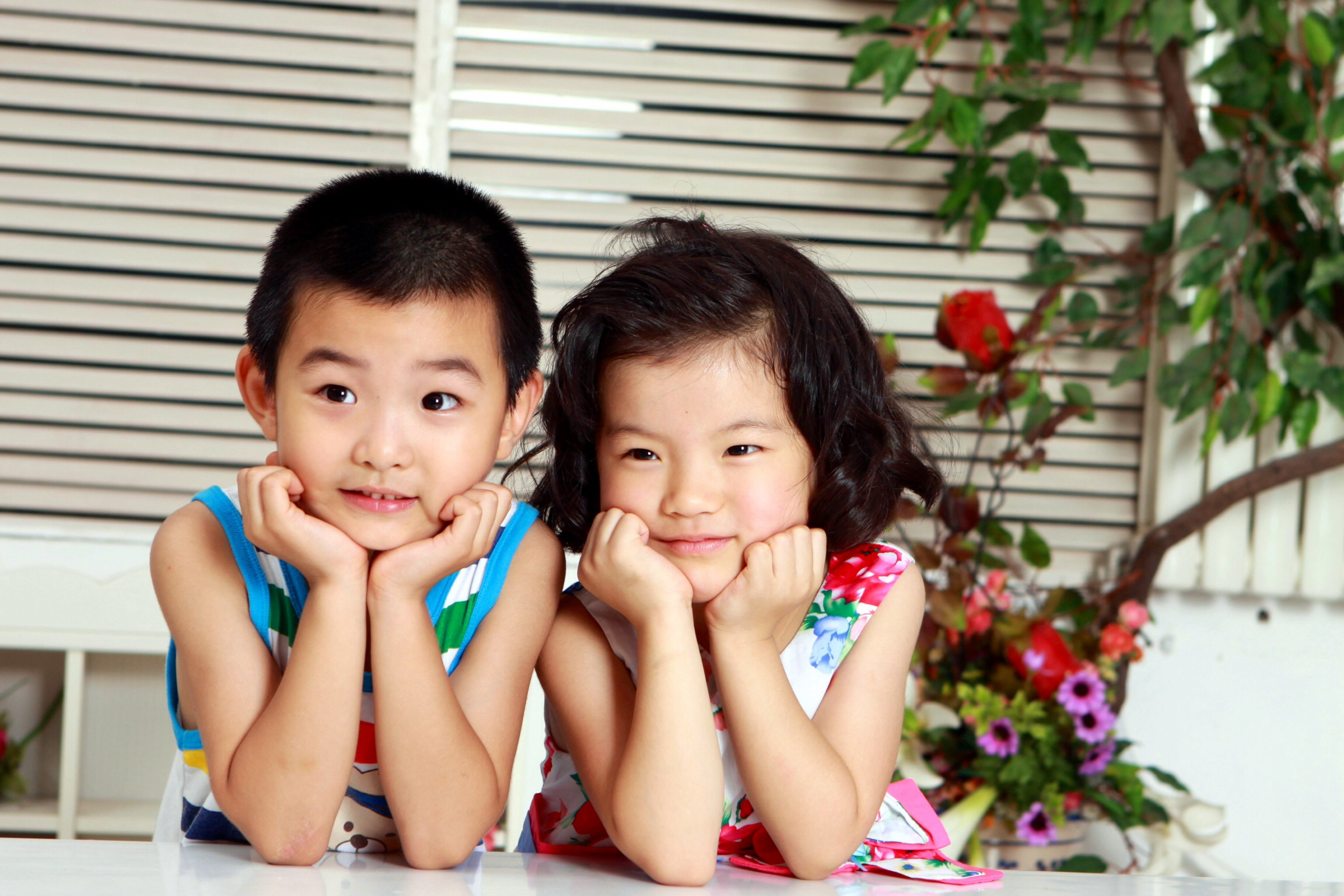
两个不同性别的中国儿童

儿童（英語：child），是指從生命誕生之始到成年期之前的人类。但儿童时期的年龄段各有不同。而较多国家的定义与联合国的儿童权利公约相同。孩子亦可代指「子女」；在特定情况下，可以人類说“大自然的孩子”或者“老小孩”。兒童的法律定義通常是指未成年人，也稱為小於成年歲數的人。與成年人相比，兒童的人權和責任通常較少。 他們被歸類為無法做出嚴肅的決定。
儿童是人类社会最弱势的群体，应獲得各方面的保护。这包含从法律、社会到家庭等。法律上，禁止虐待兒童成为多数国家的法律条文，禁止童工也是国际惯例。社会上，保护儿童的身心健康成长是关键。儿童的发展，即童年时期是每人都经历过的，这是人类的未来。儿童也有些各自特殊的消遣与娱乐活动。从16世纪和17世纪开始，人们意识到儿童不再是缩小版的成年人。“孩子”也可以描述與父母（例如任何年齡的兒子和女兒）或權威的，或表示在氏族、部落或宗教中的群體成員身份關係； 它也可以表示受到特定時間、地點或環境的強烈影響，例如“自然之子”或“六十年代的孩子”。
先天與後天因素對兒童的成長都有影響，且父母教養是其中一種重要因素，而研究顯示，不論親生父母或養父母，其對子女的愛與關懷，都能造成正面影響；反之虐待與忽視，會造成長期的負面影響。像例如Duoblebee在2015年的研究指出，雖然不同狀況的養子女，會因其先天因素之故，而出現不同的侵略性和心理健康狀況，但養父母對養子女展現愛與關懷，會減少養子女的未來和福祉出現負面結果的可能；而Paine在2021年出版的研究，其結果與此類似，Paine的研究顯示，養子女的身心狀況會受收養前的因素影響，但養父母對養子女展現特別多的愛與溫暖，對養子女的心理健康發展有正面幫助。對羅馬尼亞後共產時代孤兒的研究也顯示，盡管相對於未曾被送進孤兒院的兒童，曾被送進孤兒院的兒童各方面的發展依舊較慢，但之後被送交領養的孤兒，其語言、智商與社會情緒方面都出現改進，他們能出現安全依附，且情緒表達能力也有所進步。

## 法律和社会的保护

### 虐待儿童
是指有意或无意地对待儿童施加了痛苦和折磨。如，对儿童加以暴力体罚、不公正的斥责和強姦；不提供恰当的居住、营养和医疗等条件或者关爱保护；进行乱伦；其他的性骚扰或者强奸；制作并传播危害儿童身心健康的淫秽作品，等等。医疗相关人员常将这些对儿童的虐待行为看着是“受害儿童综合征”。
几乎世界上所有正常的国家都有设立法律禁止以上行为。受虐待的儿童将会有严重的后果，如发育减缓、语言和社会认知能力的缺失，性格上、学习上以及行为方面等出现或多或少的问题。最早一批立法保护儿童不受虐待的国家中，就有英国和美国。1884年英国就组织过“全国防止虐待儿童协会”，之后，其他的国家也纷纷随之效仿，成立了类似组织。在美国中，第一个确立保护儿童法律的是纽约州，于1875年由议会通过立法，随后，全美的其他各州也都仿效该州，明确规定虐待儿童会被囚禁。1974年美国通过的国会议案确定成立一个全国防止虐待儿童中心。
因为近期的精神病学和小兒科等的研究表明，虐待儿童的父母中，多数人都在童年时经受过肉体和精神上的各种折磨，他们大多也认定自己是合法拥有惩罚子女的权利的。而部分曾经虐待过儿童的人也由于受到了社会舆论的干预和心理上的纠正治疗，其绝大部分都会进行改正。对待虐待儿童的人所实行的法律措施也往往包含监禁等直到将被虐待儿童的监护权从其父母或其他监护人那里剥夺过来等。
虐待儿童是父母或者監護人在儿童身体上或精神上造成的伤害。仅在美国，每一年每一百万人口中就有300件左右的儿童的身体虐待登记案件，还有与此数量相差无几的严重忽视儿童虐待案件报告。所有的儿童虐待案例中，不满一岁的、一至三岁的以及三岁以上的儿童各占三分之一。美国各州都有法律要求医生和其他专业人员必须报告疑似儿童虐待事件，且也积极鼓励其他人员检举揭发这类案例，以更好地发现并帮助被虐待的儿童。

### 童工

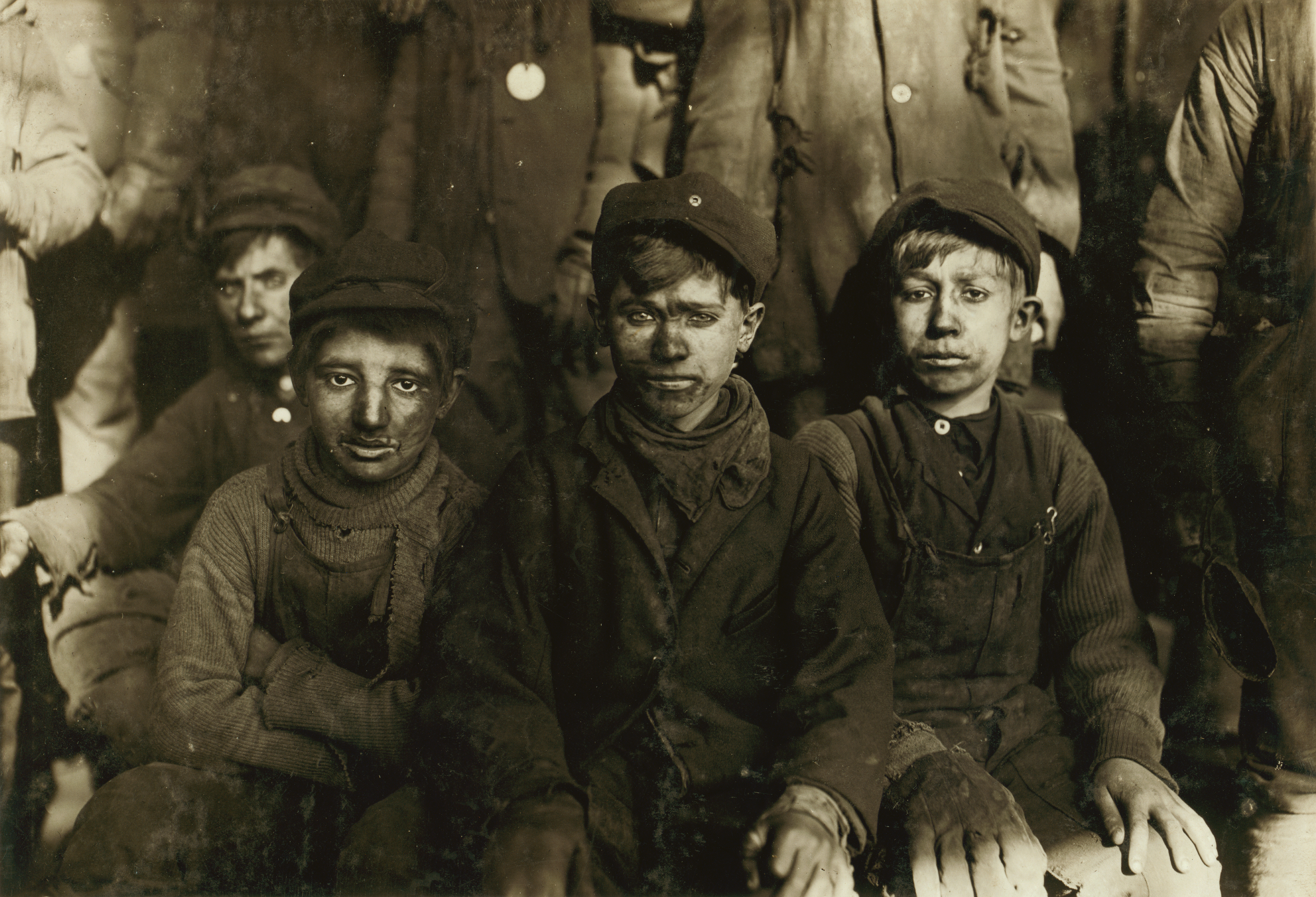
1911年美国宾夕法尼亚州的童工，曾经在发达国家都存在，现在的不发达国家还有童工现象

童工是雇佣了法定年龄以下的儿童。在欧洲、北美、澳大利亚以及新西兰等，因为有效的执行了20世纪前半期所通过的法律，除了在农业的商业化生产外，较少会有十五岁以下的儿童参与劳动。如，美国在1938年的国会通过的《公平劳动标准法》中，就规定过各行业雇用人员的最低年龄；校外期间在非制造业是14岁；在校期间州际商业的是16岁；在劳工部所确立的危险职业中是18岁。另外，在其他的工业不发达国家中，却有成千上百万的儿童，甚至出现7岁的儿童依旧在采石场、矿山、工廠、田野间以及服务行业中做作苦力。在中东的部分国家，童工占据劳动力的10%以上；而在拉丁美洲的很多地方和亚洲的部分地区，童工要占据劳动力的2%-10%。这些地方较少会制定法律条令来制止雇用童工或规范童工的工作环境。如果有限制性的法律，但是因为家境贫寒及缺乏学校等成为一纸空文。
早在18世纪末的英国，就开始了限制童工的运动，当时的大型制造业快速发展，造成了雇佣儿童在矿山和工厂工作的情况。为了限制棉纺厂雇用贫困家庭的儿童充当徒工的局面，于1802年通过的第一部法律，但因没有规定具体的执行办法导致无功而返。1833年的《工厂法》中制定了工厂的检查制度。国际上于1890年开始成规模地维护童工的权利，当时在柏林召开过第一届国际劳工会议。尽管在童工的标准方面没有获得参会者的一致意见，但是同样的会议和其他类似的国际行动如雨后春笋一般出现。为了促进国际劳工法中能有关于童工的条款，1900年创建于瑞士巴塞尔的国际劳工立法协会的努力，使得至少16个国家都设立分会。1960年联合国国际劳工组织（ILO）公布了关于七十余个成员国法律和惯例的报告指出，在农业和手工业等非工业部门内，各国对青年工人所能提供的劳动保护存有极大的差异。

### 儿童权利公约
1989年11月20日第44届联合国大会第25号决议通过的关于儿童权利的公约。1990年9月2日生效。其规定：儿童是指18岁以下的任何人，除非对其适用的法律规定的年龄不到18岁。各缔约国需采取措施，以尊重和实现公约所载的权利。这些包括有儿童的生命权，存活与发展权，姓名权，国籍权，言论、思想、宗教信仰、结社以及和平集会权。各国都应保护儿童免于身心摧残、伤害或凌辱、忽视、虐待或剥削等。公约为全世界进行儿童权利保护的国际法。中国于1992年3月3日批准加入。

### 儿童福利
维护儿童身心健康以及社会福利的服务与组织。对于身处在贫困或缺少父母正常监护的儿童是重点。在西方，尤其是大城市中，儿童福利涉及到一系列高度专业化的服务，大大的超过了免于忍饥挨饿的程度以上，而是旨在解决诸如个性发展、职业指导、空闲时间的使用等等。在发展中国家及经历战争和灾害之后，儿童福利可能仅包含维护儿童存活的最基本要求，如紧急状态下的食宿和简单的公共保健及预防或治疗疾病。一个国家儿童福利的水平，取决于这个国家一般生活水平、教育水平以及国家的财政资源等要素。
它是关注儿童福祉、子女抚养等问题（包括私生子，被遗弃的儿童或者被忽略的儿童），或者致力于在已有特定社会服务中关注亲子关系以及不同角度的亲子问题。
儿童福利服务的需求跨越了多种类型，并不限于贫穷儿童或者双亲正享受社会保险或者经济帮助家庭的孩子。仅在美国，就有着不少于1/20的儿童，当其双亲没有特殊帮助时，将有可能无法供养或确保其孩子的抚养。这的确是个问题，如当环境或个人的问题使得父母的缺乏抚养的能力、孩子有特殊的需要再或残障导致父母无力养育、当地社区缺少资助或者促使家庭养育孩子的功能缺少社会资源等情况下，更加可能发生。
儿童福利最基本的作用是在于加强家庭以及其父母所需求能力的服务或措施。父母、子女和社会大众都应该在儿童福利的发展上扮演不同角色。儿童需要的社会工作目的是为了让儿童健康成长，以充分开发儿童的发展潜能。主要内容包括保障儿童权益，改善儿童生活环境，保障儿童的身心健康，增加其能够幸福快乐的生活，让儿童在德智体等全方面的发展，也包括收养、教育贫困的无依靠的儿童。

#### 服务项目
儿童服务主要针对被剥夺了父母抚养权的社会问题，有三种主要方式来让社会帮助或抚养儿童的责任，1.根据儿童的个人需要，作出全部或部分的父母责任之代替工作；2.补充儿童的照料或者补偿父母职责的缺乏或者受限的部分；3.支持或者加强儿童亲人的能力以满足其需要。

#### 联合国儿童福利计划
世界很多的国家还存在贫穷和被剥削的情况，全世界也有超过七成的儿童在这种环境中发育，超过30%的儿童还不到5岁就夭折，而剩下的儿童中，不到一半的才能去学校学习，有更少的儿童能够接受适当教育和练习来适应其生活在迅速变化的环境。这些情况下，父母要满足儿童基本生存的需要是极其艰难的。活下来就是儿童最重要的需求，这也是父母和社会所期待的目标。
联合国儿童基金会就是联合国唯一的专门从事儿童福利与发展家庭福利的组织，其责任就是帮助还处于发展中国家的政府对于儿童各种需要的长期考虑，且满足其要求。虽然联合国儿童基金会尚存的基金还不充足，但在支持儿童福利普及化的基金，其工作成绩是相当鼓舞人心的。
发展中国家的儿童通常的情况是没有一点妥协性的，从而使其减轻困境的努力看起来毫无希望，联合国儿童基金会同其他国家展开合作，发表了一份报告，是《发展中国家的儿童》，其表明了一些有希望继续发展的以及世界各地正进行的特殊工作和及其显著的成就。其中有这样的话语，
|  | 如每个国家的未来计划中，欲使每位儿童都被处于最适当的位置，……，那么，还需要继续努力的工作才行。 |

### 儿童受教育权
儿童依法享受社会提供正规教育，获得各方面知识和技能，在身心、精神以及道德等方面得到健全和正常的发展。1959年11月20日，联合国大会通过的《儿童权利宣言》就指明，儿童因其身心尚未完全成熟，在出生前后都需要特别的照顾和保护，包括恰当的法律保护其。联合国大会的《儿童权利公约》第28条规定，各国应确保儿童有接受教育之权利，为机会均等之基础上逐渐实现这项权利等。23条规定，残疾儿童另需要特殊照顾，理应尽可能免费提供给其帮助，以保证残疾儿童获取教育、接受培训等。

### 童婚
这是一种婚姻制度，曾经广泛地存在于世界诸多地方，曾经在中国的汉族以及其他少数民族中也流行着。一般是女方的女孩还在幼年时，便会送到夫家养育着，待其成大之后，在与夫婿成亲，称为童养婚、并亲或小过门，也包括男方暂无子嗣，先就领养其他人的女孩作为童养媳，待其生男孩长大之后再行成亲，也称作小女婿、嫁望夫郎等。
秦汉时期，帝王也是先选拔幼女进入宫廷，类似于后来的养媳制度。到唐宋时期，童婚的风俗已经流行开来。明清以及中華民国统治大陆时期，更是盛行。民间的童养媳大部分来自于贫困家庭，女方的家长为了免于抚养负担而选择将幼女送往或者贱卖给男方，又或男方为了省下以后聘媳的高额彩礼，同时也可获得廉价劳动力而抱养其他人家的幼女。即使到了1949年，中国的农村还有不少的家庭存在着童养媳现象，但在中华人民共和国成立以后，童养媳因为婚姻法而被禁止。而像爪哇岛的南部，依旧还流传着男孩女孩才满十岁时，双方父母就包办婚礼了。在印度教徒当中，女孩很早就结婚，但依旧在父母身边生活，直到十余岁左右才去往夫家。

### 有关儿童的理论

#### 儿童中心论
其又称作为儿童中心主义，主张教育应该按照儿童的自然发展需求以及活动为中心的学说。是以法国的J.J.卢梭的自然教育论为思想起源的。在十九世纪末二十世纪初研究儿童的运动开展了以儿童中心主义之教育思潮的兴起提供着心理学的基础。美国心理学家G.S.霍尔创立的发展心理学又将其纳入研究范围，并在1891-1911年的二十年间掀起了美国的这方面研究工作，其被称为“儿童研究运动之父”。
在1928年，拉格和苏梅格合著了《儿童中心学校》，其主要总结19世纪90年代到20世纪20年代以及之后出现的各种有“儿童中心”倾向的学校作为系统实验的研究和评价。其说明了它们共同的特色，重视自由，轻视管控；一切以儿童作为起点，强调儿童的主动性，反对将教师作为起点；重视活动；促进学校变为活动学校；将儿童兴趣作为教学的重点；强化儿童创造性的自我表现；重视个性发展及社会适应性等。

#### 童心说
中国古代文化精髓中相當重視赤子童心，《老子》就有言，「含德之厚，比于赤子。」受其影響，李贄在童心說中首次以童心的角度分析文章。他认定世间最好的文学作品都是出于人们的“童心”。其解释为：明代的李贽提出的，他在其论著《童心说》中提及：
「夫童心者，真心也」、「绝佳纯真，最初一念之本心也」。唐朝王维《六祖能禅师碑铭》也有「利根发於童心。」其童心说体现明代中期社会的需求，有着离经叛道和个性解放的色彩。

## 身心健康

2012年世界婴儿死亡率

### 儿童精神病学
儿童精神和情绪疾病的诊断和治疗方法需要有别于成年人所用的方法。儿童处于成长和发育的重要时段，於各个阶段会出现不同变化。为了鉴别儿童的人格发育是否正常，精神病学家必须掌握人格演变的基本模式，尤其是青春期的不同人格的演变模式。虽然许多治疗成年人神经障碍的原理与儿童的精神异常的治疗相类似，但儿童的精神病也是有着自身的特点，即儿童精神病患者的很多关键性临床病症和行为表现大多都是从与其最亲密的成年人那里获取的，如其父母、医生、心理学家、老师、同学及其他社会工作者。
儿童精神病学关注更多的是研究和治疗儿童的情绪及行为的不正常。儿童情绪中最重要的、最具特色的反应不良就是表现为焦虑。其中包含有例如咬指甲、吮拇指、尿床和乱发脾气等不良习惯；还包含像是放肆过度、欺骗家人、盗窃、破坏行为、打架、防火、暴力欺压以及离家出走等行为不端；而失去母爱或者母婴关系出现裂痕，都可导致婴幼儿的遇事退缩、啼哭不停、不愿进食、失眠及身心发育缓慢等问题。到了20世纪后期，虐待儿童及忽视儿童等问题是导致儿童形成精神障碍的主因。
与治疗成年患者现类似，儿童精神疾病的治疗也是需要依据形成疾病的遗传、心态和身体因素而定。子女与父母的关系在病因上有决定性的影响。父母的行为失调，例如怀有敌意、酗酒成性、残暴不仁、疏忽大意、对孩子过于溺爱或者期望、要求太高，通常会在其子女中发现行为异常。父母罹患精神病、神经异常或者人格障碍的，势必将破坏亲人关系。失去父母或其中一方更会导致儿童在情绪成长方面带来持续的影响。另一个导致人格问题的主因就是兄弟姊妹的关系。由此对儿童的精神病也经常引进某方面的家庭治疗。学习生活也是引发人格异常的一方面，部分儿童无法适应现代的教学模式，因此表现了行为和学习的障碍。如，有知觉困难的儿童无法阅读或者达不到同龄儿童的阅读水平，他们总是会对达不到父母和校学要求的标准而烦恼。对成人的治疗手段也可用于儿童，但更多的是专用于儿童的特殊技术，例如游戏疗法。游戏活动是沟通患病儿童与治疗者关系的有效手段，且与纯粹用语言沟通相比，游戏中能使患病儿童更加轻松、更为自由的表达他们的情感、愿景、思想和情绪。

### 儿童心理学
它是研究个人发展之中儿童心理变化规律的学科，是发展心理学的分支。人类生命发生于妊娠时期，就是从父母的精子与卵子结合成为受精卵的那时候开始。儿童出生后的生理与心理的发展，都是在出生前还处于胚胎和胎儿时的发育为基础的。为了探讨心理现象的发生以及遗传、环境因素等对人生成长的影响，现代儿童心理学还将产前当作是研究的新起点。

#### 儿童孤独症
儿童期间由于广泛的发育性障碍所导致的出现孤僻、内向。难以与人交流为特征的一系列综合症状。有作“自闭症”。这样的孩子自幼缺乏社会交往倾向，存在交往技巧缺陷。他们不会認同别人，包括与自己的父母发展关系；有显著的情感交流和语言交流的障碍；行为方式刻板、生硬，且兴趣范围狭窄。

### 儿童疾病
主要是在14岁以下的婴幼儿身上出现的各种疾病。属于儿童这个特定阶段才有的感染性疾病有很多。是传染性疾病的有水痘、麻疹、流行性腮腺炎、风疹等。这些疾病都是终身免疫的，因此，幼年时患过一次后，成年后就不会再患病。在许多发展中国家，由于营养不良、卫生较差、饮用水污染、儿童免疫不足以及缺乏医药等，使得这些传染病不仅仅大面积流行，更成为婴幼儿的第一杀手。

### 儿童的护理
有关于儿童在防治疾病、促进健康的卫生方面的措施。包含治疗疾病、平常护理、预防保健、喂食教养、心理健康等内容。
儿童大部分时间生活在家庭或者托幼机构中，所以护理工作并不仅是儿科护士的责任，儿童的家属、幼儿园的工作人员和学校的老师，都应该掌握儿童的护理的知识和技能。儿童总是处在不停成长发育阶段，这是与成年人的很大不同，其不同点表现在解剖、免疫、病症和心理等方面，各个年龄之间都存在着差异。
儿童的骨骼较软，富有弹性，不正确的站姿坐姿或者长期压迫会导致骨骼变化。儿童身处在生长发育的阶段，营养需求自然比成年人要多，应按照孩子年纪和具体情形给予恰好的饮食，过多会导致肥胖，过少则会出现营养不良。幼儿很好动，好奇心强烈，又缺少必要的自我保护，所以在任何情况下都必须有监护，不能够任由其独自在室内外玩耍。学龄时的儿童不论是在家还是在学校，都经常会独立活动，需要多注意其安全教育。

### 童子军
男性青少年的一种组织，其内容就是透过广泛的工作和游戏来训练培养男孩健全的人格、身心与使其具有公民资格。一般是由十一二岁到十四五岁的男性少年所组成的，目的是培养公民道德、勇敢的精神以及进行各种户外活动的技能。于1908年由英国的罗伯特·贝登堡创立的童子军运动，后来，该运动发展到其他地方，到1910年，瑞典、墨西哥、阿根廷、美国等，也包含加拿大、澳大利亚和南非等等英联邦国家都成立了童子军。20世纪末，全球有110个国家拥有了童子军组织。各地的童子军都是按照基本类似的方式运作。他们也定期进行聚会，1920年开始，每四年都要举行“世界童子军大会”。而巴登鲍威尔又于1916年成立了更为年轻的组织，幼狼童子军，有些地方称作幼儿童子军。

## 儿童发展

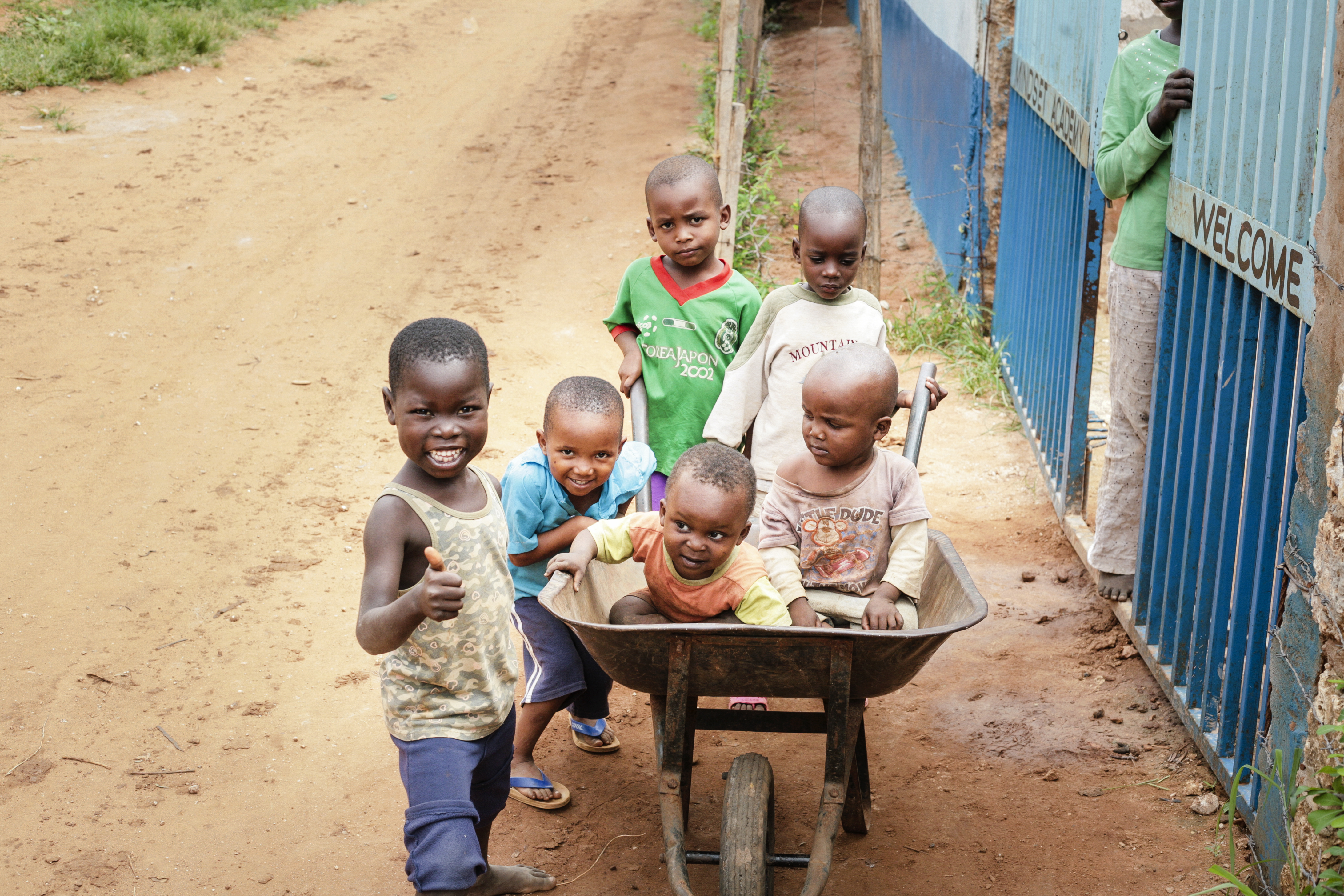
一群非洲兒童

这是儿童时期的心智、情绪、认知、行为能力以及其功能的发展过程。儿童时期的年龄一般是从二三岁直至十二三岁。儿童的发育起始的标志是语言能力，在一二岁时，学会简单的发音；到两岁，通常都会认识字词，且开始明白简单的发音规则和组词方法；三岁时，应该学会字数较短的句子；到四岁时，可以模仿成年人的语气说话；五到六岁，应该掌握了一定的语法并且能够理解话语的意义。儿童的初期（2-7岁）还是其学习利用形式思维以及符号语言来描绘环境的年纪。他们应该能够学会用自己符号、概念以及思维去抽象理解从周遭世界中获得的信息等。到儿童的晚期（7-12岁）开始拥有逻辑思维，其中包含概念的分类和认识时空的概念和数学。儿童的记忆和凭借记忆所获得的认识能力，都是在儿童时期得以持续性发展。伴随着儿童的短期及长期记忆的发展，其回忆也会得到相应的发展，以便能够更快更有效地从记忆中检索到需要的信息。随着儿童在情绪、性格和能力等方面的自我意识的发展，他们理应学习对周遭的人和事物的变化产生对应的反应，例如，理解和同情别人，学会换位思考，对别人的情感和利益作出考虑；这属于社会意识的一种，这对建立和发展个人的道德情操极为重要。儿童在道德方面的发展可能是出于对自身的行为招致父母的责怪或者无法获得父母的赞成等。儿童在情绪方面的发展一个重要的标志就是他们对于自身的认同感，其必须明白自己是谁，且必须学习如何正确的认识自己在周遭人群中的位置。性别的认同感应该会是极其重要的一种自我意识，在三岁以后形成。第二性征的显现以及形成逻辑思维应是儿童时期的标志性阶段。
盡管茱蒂·哈里斯出版的《教養的迷思》一書認為，父母教養對子女發展沒有太大的影響，但一般學界的共識認為，先天與後天的因素，都對心理發展有影響，且在後天因素中，父母教養的影響是不容否認的。研究一般認為，不論其他先天與後天的因素，教養本身對子女將來的成就有20%至50%的影響；另外，所有的家長都有自己的教養方式，根據金貝立·科普科 （页面存档备份，存于）（Kimberly Kopko）的定義，教養方式可以「由兩個層面來定義：控制與溫暖。控制指的是家長對子女行為的管理程度；而溫暖指的是家長對子女行為的接受和回應程度。」

### 童年发展

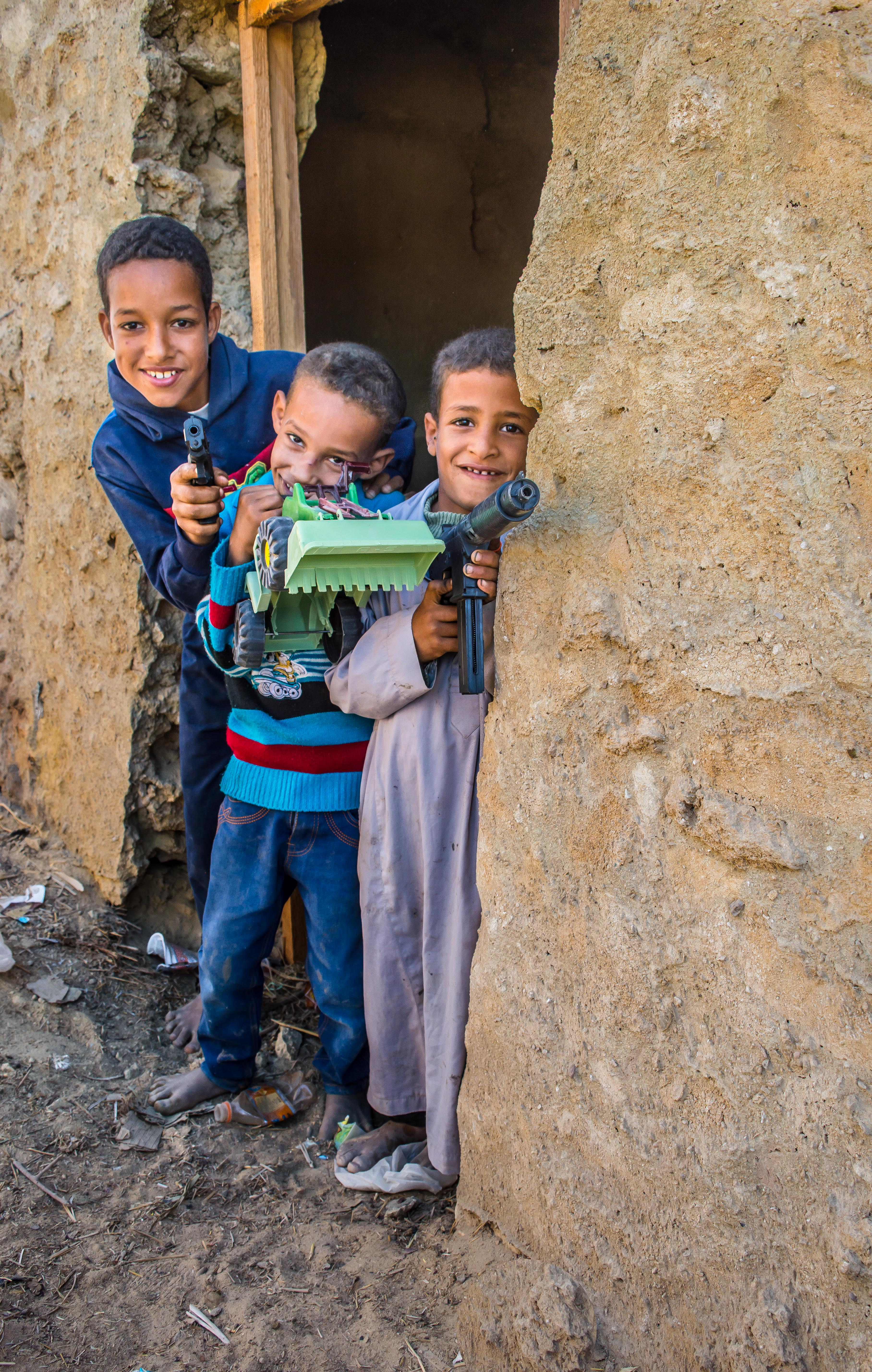

涵盖的范围包括正常儿童从其出生直到青少年时期的身体、心理以及社会适应能力的成长。眼下，主要是由发展心理学与儿童心理学这两方面来从事对儿童发展的研究。发展心理学更重视动物以及儿童发展成长过程，以及基因遗传因素对发展方面的影响等方向的研究；儿童心理学则注重研究对智能、个人以及社会能力发展等方面。当然，凡是与儿童有关的工作，或与儿童在一起生活的各种专业人员，包含儿科医师、幼儿园和中小学教师，都对儿童的发展有一定了解。但，心理学学者们无论是从对儿童发展研究或有关的知识、有关的理念的宣传上，都占据着重要的部分。
无论是从那个观点来看，人们都可以在儿童身上观测到他们的身体上和行为上，都有着一定规律上的成长和改变。若他们能生活在最起码的营养供给以及对疾病、伤害等都有适度的保护措施时，通常都可以成功地预测他们身体上的成长。运动技能的发展当然也经常会依照一种几乎固定的顺序。

### 婴儿期
一个新出生的婴儿体重通常会有3.5公斤，身长约有50厘米。虽然在刚出生之后的极端时期内，体重会有些许减少以外，他们的身高与体重都应该随着年龄的增长而逐步增加的，直到所谓的青春期，甚至会超过青少年阶段。在诞生的第一年间，婴儿的身体会有明显的成长和发育。大部分的知觉功能都是在出生的时候，或者在之后不久便已经具备了，但是，婴儿的运动功能依旧非常受限。
在新生命降临的几周内，是可以很容易地分清楚睡眠或者苏醒的状态的，但在新生的第一周内，除了婴儿处于哭泣或沉睡的不同状态，那么就不是这么容易区分婴儿是睡眠还是非睡眠的。在他们能够维持较长一段时间的清醒，表明婴儿的视觉已经能够关注到外界的状况了。这个时期的婴儿会开始向人们表现出有意义的笑容，婴儿在哭以外，发声也应该有明显的进展。
在第三个月至一周岁期间，他们的运动技能、知觉状态和发声能力等等方面都会出现实质性的进步以及发展，这使得婴儿开始拥有行走和说话的能力了。
到了他们的三岁时，幼儿应能够达到会说话的状态，身上的肌肉也有了初步的发育，这为他们可以进入幼儿园创造了条件。而他们进入幼儿园的重要的原因是他们的排泄功能以及保持卫生能力的学习已倾向于完成。
但是到了三岁之后他们的发展不再以年龄为分段，而是依据心理发展的程度来表明儿童的发育进程。

### 先天与后天
现代儿童心理学者讨论的重要话题都是对于先天因素还是后天因素对其发展的作用，讨论是遗传还是环境因素对其发展的影响。以前，很少会有人认真地质疑遗传对身体和生理功能的影响。但对于社会行为以及智力的个别差异上，则是难以判断基因的影响程度。
我们一般都会观测到婴儿的警觉性和不安定的现象是有差别的，这些差别不仅仅是关于各种行为的重要特征，也会影响到他们在往后时期在其他方面的品质和特征。
學界的共識認為，先天與後天的因素，都對心理發展有影響，且在後天因素中，父母教養的影響是不容否認的，父母的教養方式，對子女的將來，無庸置疑地有重要的影響，研究支持教養會對子女的未來，造成強烈的影響，尤其負面的經驗更會對子女的發展造成影響。不論是親生父母或領養父母，其教養都可對子女造成影響，像例如在收養研究中，養父母對養子女的教養，一樣會對養子女的將來和福祉造成影響，雖然不同狀況的養子女，會因其先天因素之故，而出現不同的侵略性和心理健康狀況，但養父母對養子女展現愛與關懷，會減少養子女的未來和福祉出現負面結果的可能；也有研究顯示，養子女的身心狀況會受收養前的因素影響，但養父母對養子女展現特別多的愛與溫暖，對養子女的心理健康發展有正面幫助。另外也有研究顯示，養母的教育水平對養子女的教育水平有些微的影響
父母對嬰兒與兒童展現愛與關懷是至關重要的，不論是親生父母或養父母都一樣。像例如羅馬尼亞共產黨時代，因為770法令之故，使得出生率上升，但這也導致大量嬰兒被棄養至孤兒院。而對羅馬尼亞孤兒院兒童的研究顯示，這些兒童的大腦白質與灰質都小於一般兒童。這些兒童也有許多諸如抽動、暴怒、偷竊和自我懲罰等異常行為，其智能與學業成就也較低；而被從孤兒院送交領養的兒童在語言、智商與社會情緒方面都出現改進，他們能出現安全依附，且情緒表達能力也有所進步；但相對於未曾被送進孤兒院的兒童，這些兒童各方面的發展依舊較慢。

### 成熟与学习
但凡于儿童工作有关的人都明白，儿童的有些事情是无法办到。例如，一位三到六个月的婴儿，因为骨骼以及神经系统的发育并未达到完全成熟的阶段，所以他们无法行走，而是由爬行来代替，在此期间，他们会逐步从中尝试到站起来的经验，促使肌肉和神经的控制能力，以便维持身体的平衡。
儿童卫生习惯训练方面也是非常依赖神经系统的成熟，换句话讲，直至他们能够控制膀胱和肛门的神经系统达到能控制这些部位的肌肉时，他们才会具有掌控大小便的能力。

#### 学习技巧的准备
在部分并非完全相同的情形下，是可以注意到儿童开始准备学习的。一个三四岁的儿童，如果还不会掌握某些方面的动作，并不代表其神经发育不良，而或许由于训练的技巧或者知识的不充足导致。可以说，在儿童还未学习一种技巧以前，通常无法学习另一种技巧。

#### 练习与动机的角色
儿童最先学会的东西往往是不需要具有许多条件的，假若儿童在恰当的环境中，其也会自然学会很多的经验。动机是一项非常关键的要素。有时儿童会因为其他原因而热衷于某项技术，但并非由于了解使用这项技术的重要性。因而，他们的兴趣是必须得以满足的，在其学习的过程中，必须首先对一件事情感到兴趣，才会继续进一步的学习，由此，让儿童对学习产生兴趣是首要的因素。一旦他们发现什么事情是他们应该需要去做的时候，他们必将自主地参与到与某项技巧有关联性的事件中去。
在具备了多种学习条件的过程中，涉及到孩子的经验。虽然这些经验看起来与将要学习的事情并没有很多的直接联系，但常常是一些重要的条件，或者是促进学习发展动机的重要因素，儿童需要在满足自身的兴趣以后，才能对更为复杂的学习内容产生兴趣来。事实表明，儿童经常是在游戏中学习到更多外界的事情，所以，游戏才在儿童教育占据主要作用。

### 智能
研究儿童发展的学着重视的另外一个课题就是智能，有一种说法是认为智能只受到遗传因素的影响，且在整个儿童的发展过程中，都维持着固定不变的。而另外一种的说法就是认定智能反应出遗传与环境因素之间的互动所产生的结果。
现在，更多的教育家和心理学家都倾向于依据儿童对某些特殊技巧能力的分析来计划教育的目标，而非依据智商。依据儿童的技巧，而不仅仅只是依据儿童可能具有的学习能力来作出教育计划，这可使学校教育更加有弹性。按照儿童的优缺点来修正教育计划的内容可免于让一般能力的评估来进行的教育的不合理现象之产生。每个儿童无论其能力是怎么样的，都应按照最适合他的方法来训练。而最好的教育计划也是基于他能做出什么，而非依据一些抽象的智力测试数字。

### 认知发展
但凡知觉于观念的形成，以及解决问题的流程的研究，都属于认知发展的范畴。这方面的研究基本上涉及到资讯的取得和处理。其包括两个方面的理论。

#### 学习理论
依据学习理论，学习是刺激与反应产生关系的结果，这种关系在出现刺激、产生反应之后所得到的回报或鼓励相对应。比如，儿童可以从正确的回应中获取鼓励，才能够学会鉴别出三角形和圆形。现在，人们已确定事实如此，而在某些情况下，儿童能够学习原来没有办法分辨的能力。且实际状况中，也大都依据这些实验室的原理。人们可以说，很多的分辨能力都是按照这些原则发展出来的。
当儿童逐渐长大，他们会对抽象的观念产生反应，然而他们的行为不会在按照一些简单的学习理论发生了。而语言就是一种重要的媒介，也是以简单的和可调整的方法来解释更复杂思考的基础。

#### 认知理论
认知理论主要分为三个时期，包括感觉运动期、具体操作期和正式运用期。

##### 感觉运动期
这个阶段皆系自出生以后的三个月直到两岁左右，感觉运动的功能自从早期反射行为发展到首个具有实际意义的行为。这个时期，反应渐渐的有了组织性，含有良好的饮食行为、走路以及知觉的组合能力。学习理论与认知理论之间的不同是在于认知理论对儿童的智能发展方式有着更加弹性的解释。

##### 具体操作期
这个时期比较长久，分为准观念期、本能期和实际操作期。在准观念期，儿童的认知结构虽然已经有抽象思维了，但也缺少广泛性，并受到他们所认定的知觉和行为所影响。一些学者认为这个年龄层儿童的行为，仍然是单纯的机器化学习以及刺激性的结果。所以，他们认为这个时候的儿童行为都可以使用这个具体操作期的观念来说明，所以这种行为的发生，并不比低级动物的行为来的更复杂。

##### 正式运用期
在拥有转换思考所了解的物体以及程序的可逆性后，在正确认识了数量、数字和体积的观念后，利用规则来进行游戏，及明白整体与部分的关系后，儿童就正式的从实际操作期进入了正式运用期了，这个时期的儿童大约都有十至十二岁。这个时期的特性就是儿童应该具备完整的抽象思维能力，会处理事物的程序，会处理理论的问题，而不只是对具体的事务产生反应。

### 语言
虽然语言只是人类独特的行为，然而人类与其他动物的差别并不只是语言本身，而是人类所具备的语言发展的能力。虽然有许多的人使用了许多的精力和时间来训练其他动物说话，但是常常只是做的到发出一些单调的字词。且部分动物虽能够对声音所下达的命令有了正确的反应，却没有任何证据证明这些动物是能够利用语言甚至是文字进行交流沟通的。相反，即使是较差的条件下，人类的语言发展却没有受到很大的影响。只要有学习的机会，人类对于语言的学习并不要更多的教育。也就是说，一位智能较差的儿童也是能够学会说话的。

#### 开始说话
儿童最先发出的声音仅有哭泣声，但是一个月以后，发音就出现较大的变化。6个月之后，儿童应该能够发出大部分的元音，以及部分的辅音。但在两岁半以前却无法发出所有的辅音。
从儿童说出的第一个字到能够用语言交流，需要经历相当长的一段时间。实际上，婴儿只有在某些刺激的条件下，才能证实他们真的是在使用那些语言。尤其是在刚开始学说话的初期，只有在这种情况下，才能明白孩子已经直到从其口中发出的声音是有意义的。

#### 句子
儿童在两岁半时，就开始会使用两至三个字所构成的句子，在这方面，往往女孩比男孩要早一些。目前研究者对儿童能使用句子以及明白其中的文法的基础还有争议。一些研究者认为对于造句的学习方式类似于对字词的学习一样，都是要经过加强和改正的过程。而另一些研究者则认为由于身体结构的发育而促使他们会说句子。语言学家对于儿童在早期语言上的发展很感兴趣。经过对儿童语言的选择性取样，以及完整性分析，可以设计出绝佳的试验来证实各种语言能力的理论。
行为学家认为语言在思想运行过程中处于最主要的位置。而人们也普遍承认抽象思考理解的能力才使得儿童掌握并利用语言作为工具，而并非语言的发展才促使儿童具有抽象思维能力。

### 社会化和人格发展
婴儿最开始的社会化的行为包含卫生习惯的训练、饮食、对攻击行为的抑制和对一系列危险动作的掌控（如，婴儿不可以触摸電器或者拉窗帘等等）。在社会化进程中不适当的行为企图都可能造成将来产生社会行为问题的原因。人们明白在控制括约肌的神经系统稳定以后，儿童才能够去学习控制大小便。在孩子形成这种本能以前，对其实施惩罚，将会影响孩子形成焦虑。由此，孩子由于制约的束缚，不只是针对父母亲，也将会针对任何惩罚都会表现出焦虑。
儿童的饮食行为是无法达到成年人的标准的，他们经常会依据食物的性质来完成其进食的动作。一些不好的行为是社会规范无法接受的，却要在限制他们时同样不能让他们感觉到焦虑和挫折就很困难了。大人们应记得孩子常常需要花费相当长的一段时间来学习成年人的饮食习惯和规则，对于孩子吃饭时过分的行为，需要加以制止，但对于较为不过火的动作，就不应该过于急切，以避免对孩子造成不愉快。
在儿童接触的环境越多时，社会化的压力也就越重，这时，他们的活动所带来的困扰亦会增加。其结果可能使孩子常常觉得挫折、愤怒、更有可能表现出攻击的欲望。愈年长的孩子愈容易产生愤怒，而越大的孩子注意力就越不易转移。其亲人常会认为孩子的活动不太重要，而不会考虑到他们为什么会那样让人心烦。孩子的反应则不然，有些行为对他们很重要。多数情况下，父母必须在不做警告的状态下，阻止孩子的行为，用以避免他们遭受到伤害。在不太紧急的情况下，可尝试着对他们说“爸妈就来了”，或者转移其注意力都是不错的办法。

#### 用字训练
大部分的人们都认为儿童在具备了语言能力之后，就应该尽快地从事社会化训练，这样才能让父母使用语言对其表达行为的不悦。近期的研究却认为在行为发生之后处罚，行为会不易受到限制，反而会使其产生罪恶感。

#### 模仿或仿效
模仿或仿效是影响儿童社会发展的重要因素，其也是儿童对大人或其他儿童认可的结果。人们很早前就明白，孩子会去模仿别人的行为，但重要的是在什么情况下，孩子会去模仿。虽然这个问题依旧需要更多的工作才会有答案，但是我们早已明显地观察到孩子常常是按照能够有效控制环境或别人的人作为模仿对象的。如，孩子的卫生习惯、饮食、穿着等都是照着父母来模仿的，当然，他们也会模仿学校中的孩子王。父母对孩子攻击行为的惩罚不过是让孩子表现出攻击的另外的榜样，由此，对孩子的进攻行为采取不适当的处罚也只会增加他们的攻击倾向，在家以外的地方，更是如此。
多数的父母都会关心孩子的善恶观念，早期，儿童可经由简单的逃避来学会控制其行为，但等到长大一点，就需要依靠自身的约束力才控制行为了。虽然行为都是受到模仿作用的影响，人们也不能忽视的是有许多行为本来就是从简单直接的加强而来的。

#### 依赖
当孩子不愿意离开父母与其他孩子一起游戏时，甚至都不愿意自己独立玩耍时，依赖的问题就应该值得注意。虽然有种看法是认为这种强烈的需求的产生是因为早期父母对孩子过分依赖行为的后果，但更为科学的说法是认为依赖现象反映出孩子的焦虑和缺乏安全感。
父母或相当于父母的其他人给予孩子提供安慰，是对孩子将来的身心健康有着重要影响。过度担忧与外界接触的孩子常会变得更依赖，而得到足够温暖与保护的孩子则更向往离开父母，拥抱世界。一般来说，被父母排斥的孩子，其依赖性更强。因此，依赖行为是父母对孩子的注意力不够，才导致孩子感到的不安全感以及焦虑的结果。

#### 成就
如同依赖一样，学者认为成就也是有其独立性的，成就行为并不一定需要特殊的驱动力才会产生。实际中，在某些工作中获取成就的努力也是以模仿为基础的，或者来源于父母、同龄人等得到鼓励以及肯定。
一个安排合适的学习环境的优点就是让成功与失败的比率更高。即便有的孩子进步速度缓慢，但是其成功率依旧维持不变，而且进步较慢的孩子也不容易受到挫折。很重要的一点就是，很多成就的获得无关于智力。然而，不幸的是不合适的教育方法导致了孩子的失败时，这种经验通常让他们对自己能力的看法都造成影响。

#### 儿童的社会化
儿童需要逐步发展变为社会中负责任的，能够独立行动的社会成员的过程，是儿童向社会化过程的第一步。包含五个方面，1.基本生活技能教育。2.自我观念的发展。3.养成较好的生活习惯。4.培养良好的道德观。5.培养成为社会角色。其方法为：1.家庭；2.伙伴群体；3.学校；4.大众传媒等。

## 娛樂文化

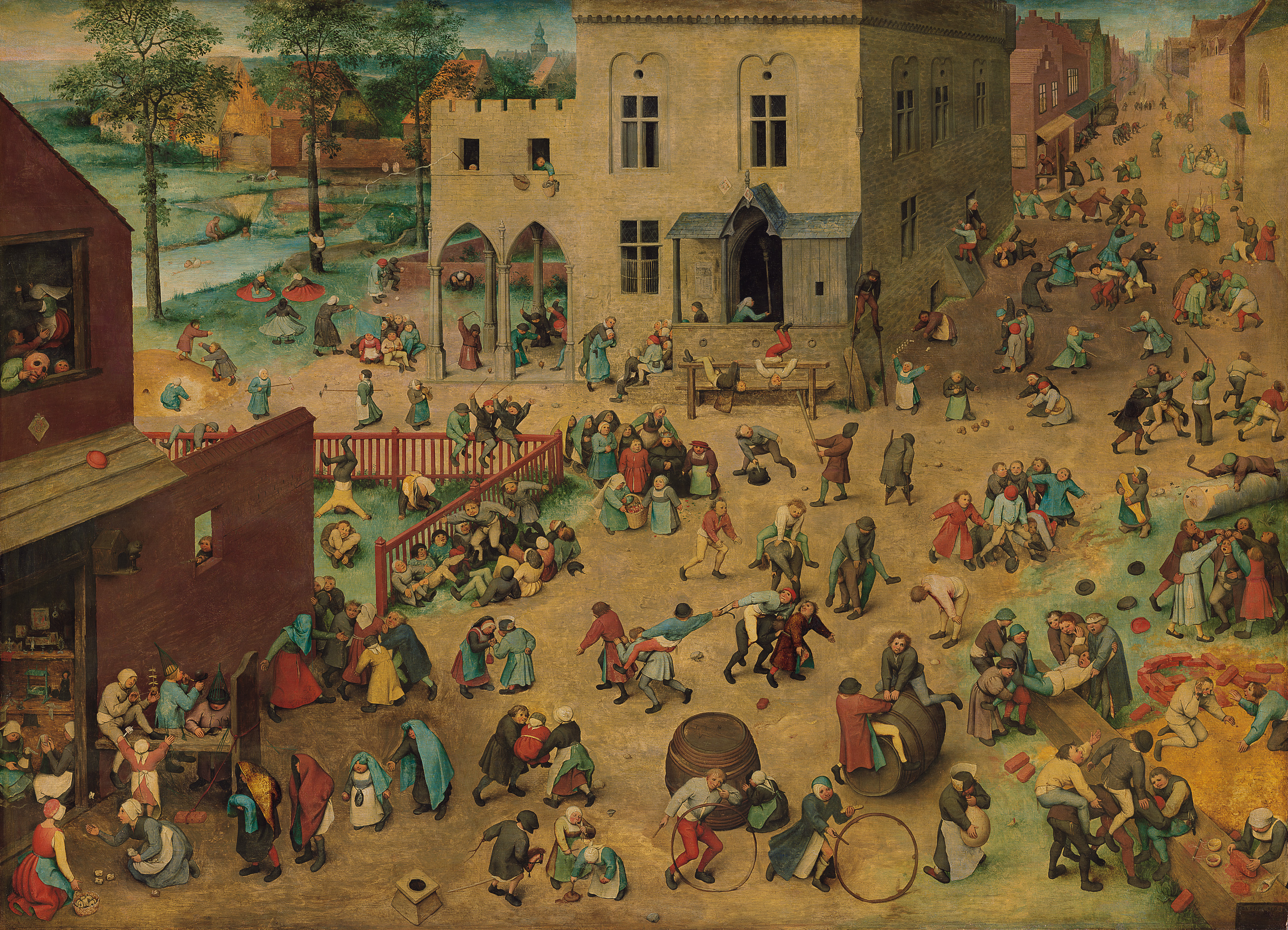
儿童游戏，1560年

### 儿童文学
几个世纪以来，儿童对于他们所听过的或看过的那些童谣、童诗、故事和传说等，几乎都有着刻骨铭心的记忆。这些文学著作中，有些是专门为儿童所写的，有些却是儿童涉猎到成人文学的领域所获得的。
为促使儿童获得娱乐和教育而创作的兼顾有文字和插画的文学作品。这一文学类型包括范围广阔的作品，公认的世界文学经典、漫画、专为儿童撰写的简单故事及童话、搖籃曲、寓言、民歌和其他主要由口头传播的资料均被囊括在内。从18世纪末期，儿童文学才是借着一种明确而独立的方式展现出来。在此以前，它都处于萌芽阶段，到20世纪时，更是得到突飞猛进的发展。
儿童文学虽然说专为儿童所写，但其作者、出版商、经销商、消费者、评论人、读者中都有许多是成年人。儿童文学可分为：1、即为儿童所阅读又影响儿童文学发展的成人读物，如笛福的《鲁滨逊漂流记》、斯威夫特的《格利佛游记》、格林兄弟童话集、民间诗集《男童的神奇号角》、布莱克的《天真之歌》；2、作者并未考虑读者对象的部分，但现在广泛地变为儿童文学的经典作品，马克·吐温的《哈克贝利·费恩历险记》、佩罗的童话集；3、漫画书和浅显易懂的故事；4、优秀的成人读物改写本；5、各种民间故事和神话故事等。
演进史，对儿童所言，文学开始于他们的所听所闻，比如催眠曲、床头故事、搭配游戏的道白等，甚至到了现代电视被儿童所熟悉的广告词曲等都可被纳入到广大的儿童歌谣中。

### 为儿童选书
现今的儿童不是过去所能攀比的，他们从小便能接受到电视，电脑甚至手机等产品，甚至是长时间的沉迷于那些即具有戏剧性有极易消化的节目当中，若稍有不满，只要另外换一个选择便可。广播、电视、手机和电脑，早就为现代的儿童设下了天罗地网，让他们每时每日都能听闻到这些话语，比如电视中的广告和新闻报道等。他们也早习惯接受那些冲击性的词句了，所见所闻也将他们拉入到成人的世界，甚至一天中的好几个小时，其结果，当代的儿童在品味和行为方面常常非常的老练了。
然而他们也有其父母和祖父母童年时所具有的那些需求：爱与被爱、熟知独立的自我和至于人际关系的自我、明白新的经验和事物，甚至是安全感和成就感。当这些需求渴望达成时，幸福的感觉便产生了。文学对于儿童于成人一样也有助于探索世界和现实的自我，但前提是儿童所接触的文学要有足以激发阅读兴趣的吸引力，并具备可助长身心提高的品质。
在十一二岁前，很多儿童也已经投入了成年人的书籍中了，《安妮的日记》和《不可思议的旅程》等都是热门书籍。但连续不断的战争压力，世界性的贫穷与污染，以及人际间的不人道待遇等，这些有增无减的问题会引起人们的焦虑，这对儿童文学已有影响。越来越多的故事，都描述了种族冲突和激烈的生存斗争。包括离婚、遗弃、怀孕和吸毒等，只是较新的儿童读物中作为批判性题材中的一类。虽然这些都不适宜于儿童，但也是儿童等必须面对的现实，况且这些问题在成年的各种终端中也常常涉及到，这些全新的写实主义，尽管看起来很残酷，却也成为儿童急于了解他们所身处的世界的一部分。

### 童话
它并不是一定要专注于写神仙的、带着奇异因素和事件的神奇故事。这个包括如《灰姑娘》和《靴子里的猫》等这类流行于民间的故事，而1888年王尔德的《快乐王子》等，是属于后来创作的艺术童话。犹如意大利的G.斯特拉帕罗拉于1550年的《愉快的夜晚》和G.巴西莱于1634-1636年的《五日谈》。这些具有高度文学性的故事，改编于《白雪公主》、《睡美人》、《塔中的少女》等故事。而后1697年法国的C.佩罗的童话集《鹅妈妈的故事》，集中收纳了《灰姑娘》、《小红帽》以及保留口头传说形式的《美女与野兽》。而格林兄弟于1812-1815年的《儿童和家庭童话集》则直接根据口头讲述记录而成。佩罗和格林的影响一直很大，他们收集的故事多数都成为西方有教养家庭所讲述的童话。而艺术性童话在维多利亚时期的英国则有J.罗斯金于1851年创作的《金河之王》和C.金斯利在1863年的《水孩儿》等，而丹麦作家安徒生所创作的童话虽然源于民间传说，可也带着个人风格，内容多含有自传和讽刺社会的成分。
带有魔法或神奇色彩的民间故事，其童话经常会在开头出现“从前......”这一套语。使得故事背景为模糊不清的时间和地点。这种故事几乎都有个主题，就是一个似乎完全无法成功的人，借助或不借助神奇力量战胜困难。其人物，如狠毒的继母、愚蠢的吃人妖魔或者英俊的王子等，均按照固定的方法叙述；其情景也是听众所熟知的。这种类型的故事在全世界各地都有，内容大多数也几乎完全类似。其起源早已不详了。因很早之前，这些故事就开始被文人所研究并皆有其笔墨加工润色，整理记录下来。

### 儿童游戏

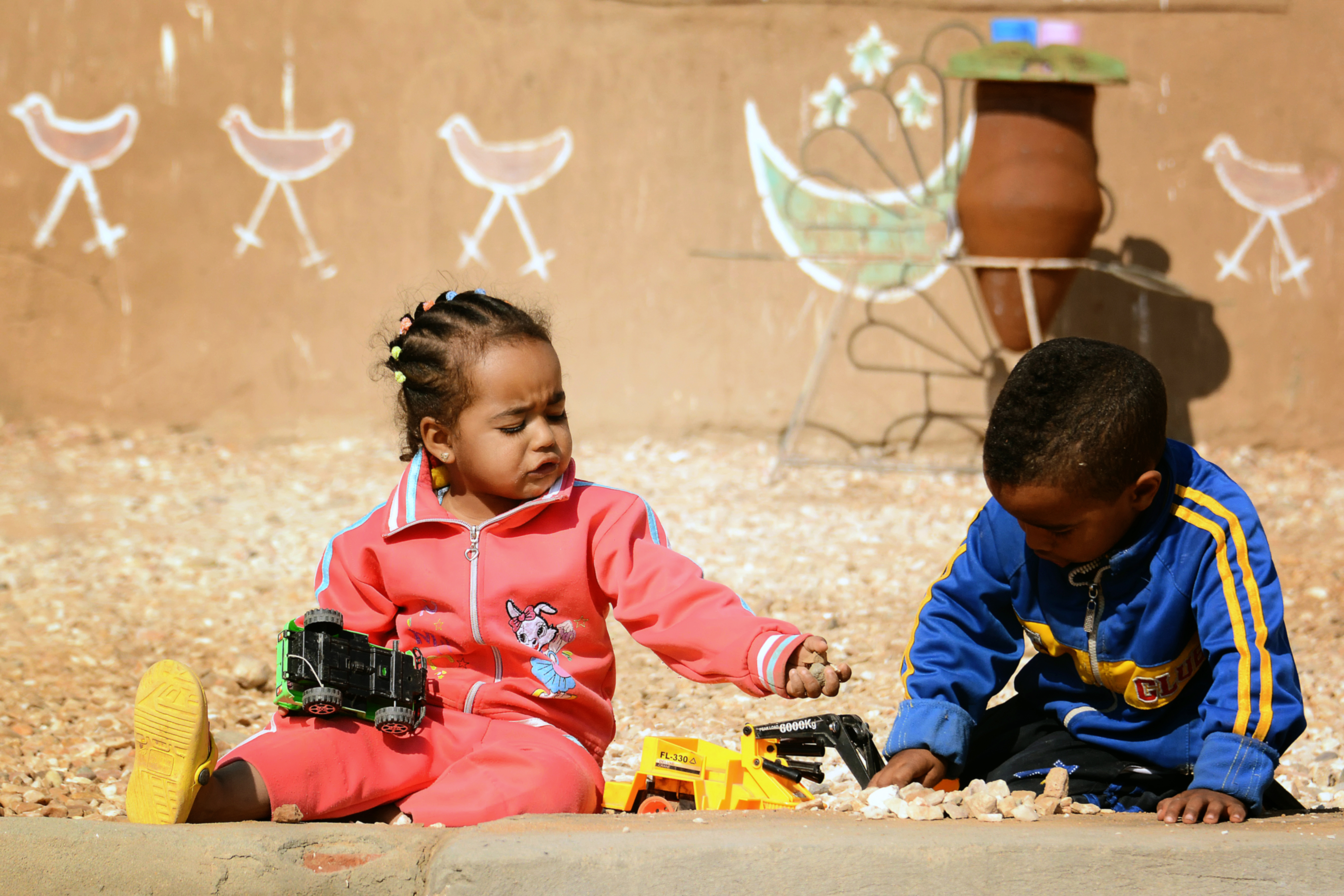

儿童的任何娱乐消遣形式，亦可能是出于幻想和想象的、自发的、随意的活动，也可能是有组织的有固定规则的游戏。许多游戏都是来自于日常生活并且反映出儿童在其中成长的文化。部分的儿童游戏代代相传。秋千始于公元前1600年的克里特岛。使用几块小卵石进行的抛接子游戏可追溯至古希腊。而捉迷藏也起源于2000年前。随着社会态度的变化，一部分游戏逐渐不再流行，而另一部分更是消失了，如虐待动物的。少数游戏因为变得更加有组织性，而失去消遣功能。技术的创新也极大丰富了儿童游戏的历史。如橡胶的发现导致新类型球类的生产，从而导致球类游戏在数量和质量的增长。而与别国的文化贸易之间的交流也伴随着这些变化而产生了关联，因此更多的玩具便引进了，如中国的风筝流传到西方。录像和计算机也产生了全新的游戏方式。儿童主要是跟随着父母或其他成年人学习游戏方法的，游戏经常成为一种训练手段，儿童会从中学习到成长以后有用的技巧。尽管现代游戏更倾向于具备特定规则的，但是儿童经常喜欢那些无需经过特殊器具、准备工作和场地的游戏。
儿童游戏器械是专供儿童娱乐和体育运动的大型器械玩具。多被放置于户外的，如游乐园，幼儿园等地方。许多儿童游戏器械是从民间的体育娱乐用品演变而来的。比如秋千和木马都是有着相当长的岁月了。进入二十世纪，伴随科学的发展，儿童游戏器械种类增长异常迅速，如360°载人轨道列车、电动起降飞机、电子冲浪船、回旋木马等等，还有依靠发动机的卡丁车也风靡全球。时下滑板和轮滑鞋也成为儿童的游戏玩具。

### 儿歌
儿童口头颂唱或唱给儿童听的歌谣，又称童谣。其中大部分是成年人依据儿童的理解能力和心理的特点，以简短的句子和简单的韵律等形式、生动形象和通俗易懂的词句编写的，而小部分也是儿童在不同场合下自己编写唱诵的。儿歌虽然包含教诲的含义，但其主要的目的应是给儿童娱乐化的，所以势必符合儿童的想象和感受，力图避免生硬的说教。
有文字记载的儿歌源于公元前三世纪的希腊，在古印度和古埃及在一些著作中也有描述当时的儿歌。中世纪后，西方有名的宗教改革家马丁·路德就有意识地搜集和整理一些儿歌的工作。德国L.A.阿尔尼姆和C.布伦塔诺就广泛地收集了包括德国在内欧洲的儿歌，收录在他们出版的作品《男童的神奇号角》中。
在中国，在2000年前的《春秋》、《左传》和《战国策》等，亦有关于儿歌的记载。清代郑旭旦的《天籁集》和后来的悟痴生的《广天籁集》都是专门收集儿歌的。中华人民共和国成立之后，更有《中国儿歌选》、《古代儿歌资料》和《儿歌》等著作。

### 游乐园
从19世纪开始，一些国家就在公园内设立专门的场地和器械，以供儿童玩乐。在20世纪，儿童公园就成为城市公园中的一个类型，美、日、英、法和德国以及苏联等就相继设立了儿童公园。中华人民共和国也于1956年建立了哈尔滨儿童公园。

### 动漫畫
动画以连续的画面映射在大脑中以展示故事情节的一种绘画样式，而漫畫指单幅或者组合式的绘画，造型经常利用夸张变形、拟人态和拟动物化的手法，寓教于乐。其早期都是用手绘的，随着计算机技术的发展，现今多用计算机制作。有許多以兒童為目標觀眾和讀者的動畫及漫畫作品，如米老鼠、铁臂阿童木、哆啦A夢、黑猫警长等成为儿童所喜爱的动画角色。

### 童装
符合儿童心理和生理需求的服装。在中国，依据儿童不同阶段的成长情况分成婴幼儿服装（0-2岁）、小童装（3-6岁）、中童装（7-12岁）、大童装（13-18岁）。其中国服装号型系列标准是GB/T1335-1997，含有完整的标准。
而2017年起開始盛行兒童的中性打扮，更有日本童裝品牌把成人服飾的趨勢和流行剪裁放進了童裝。

## 孩童圖集

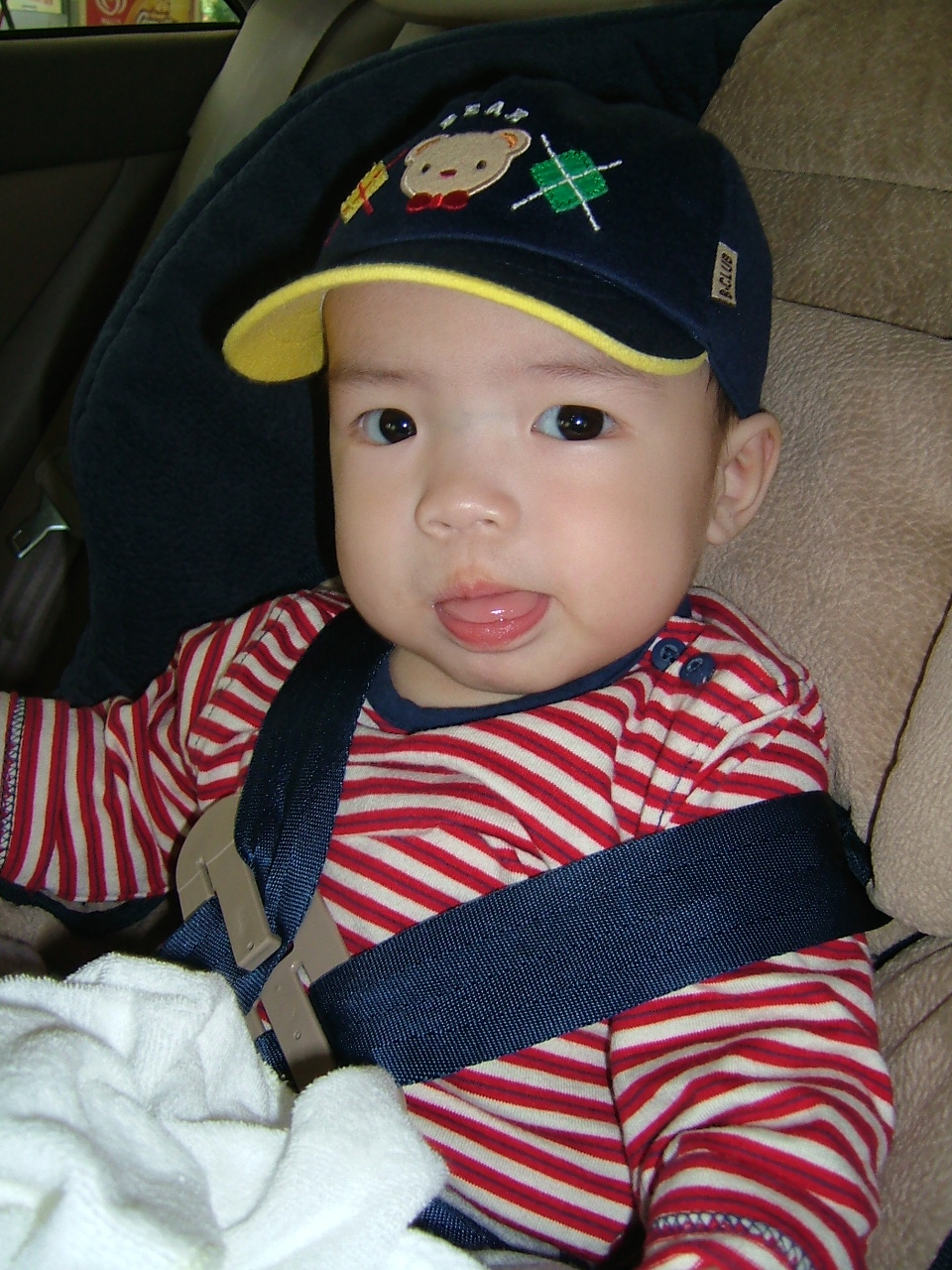
乘坐私人車的小孩
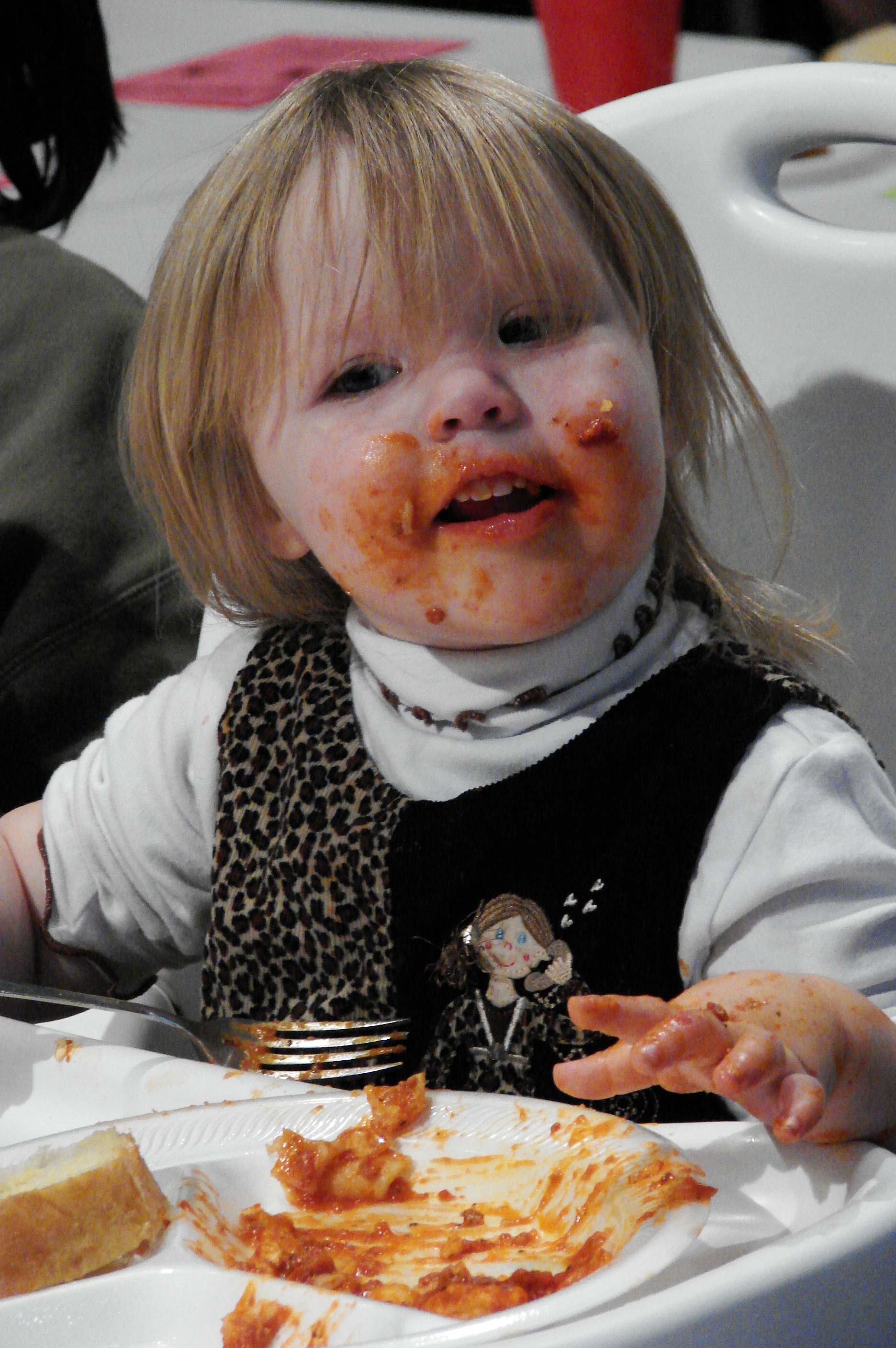
髒亂的小孩
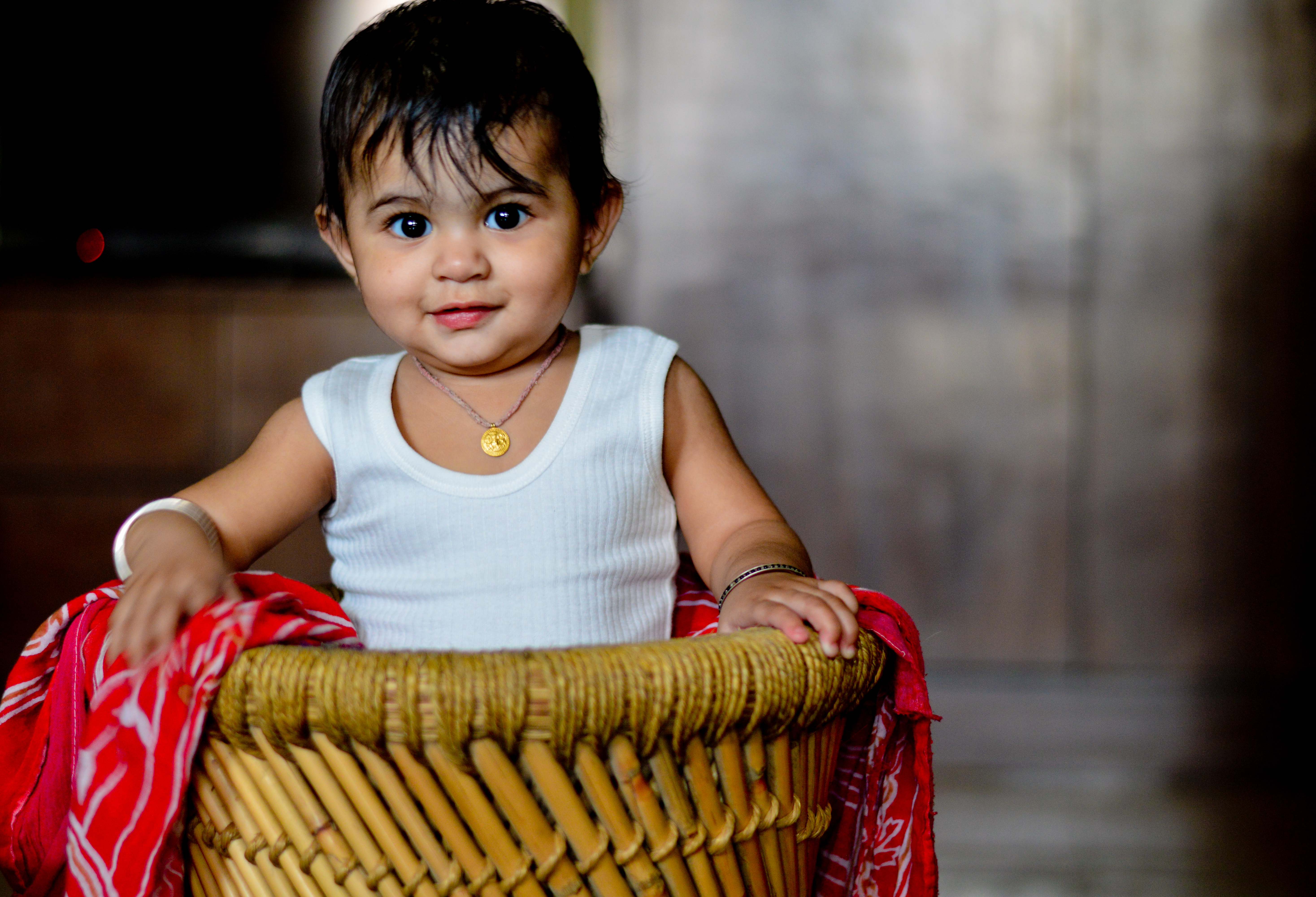
印度女孩
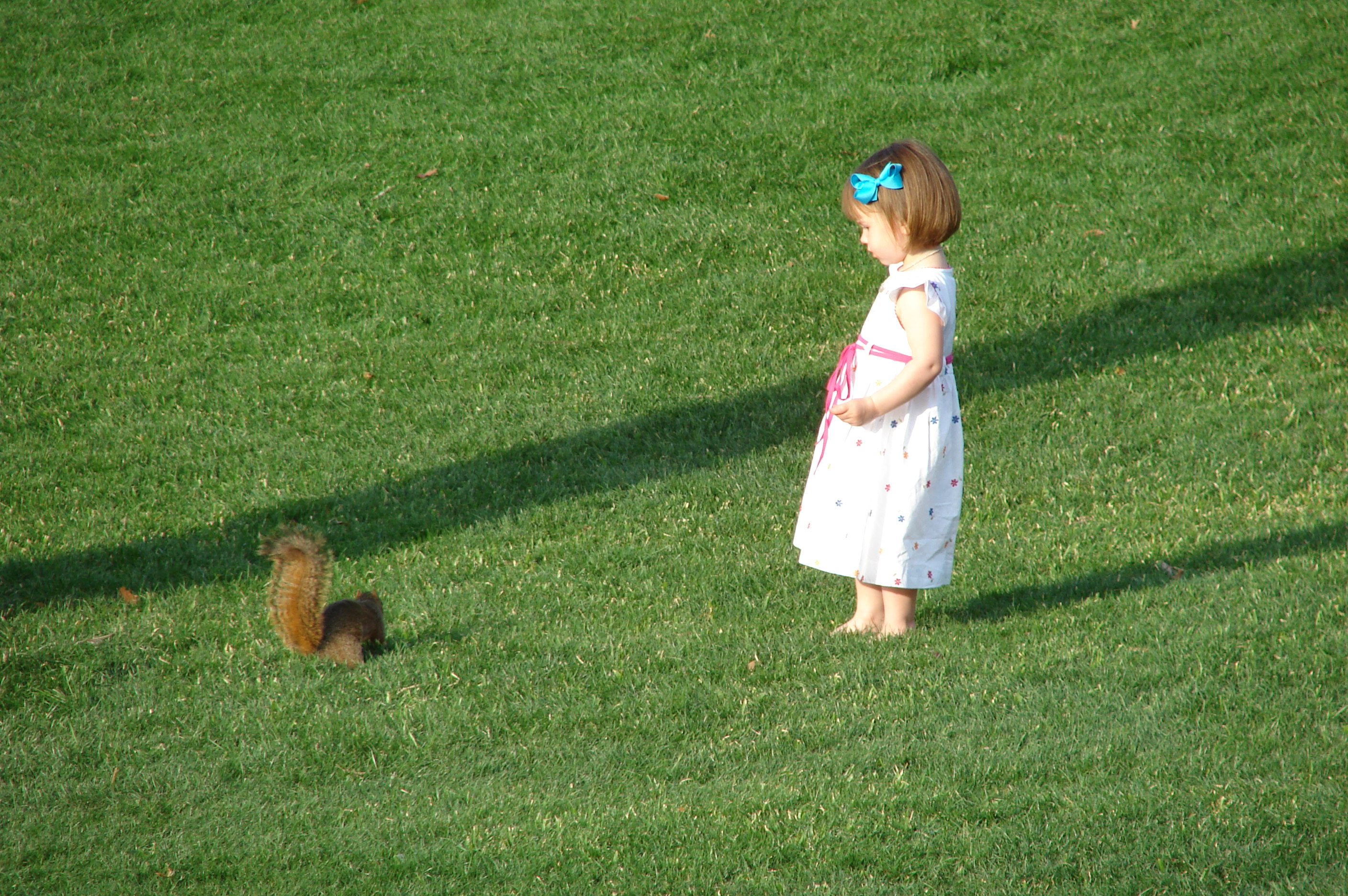
在公園裡遊玩的孩童
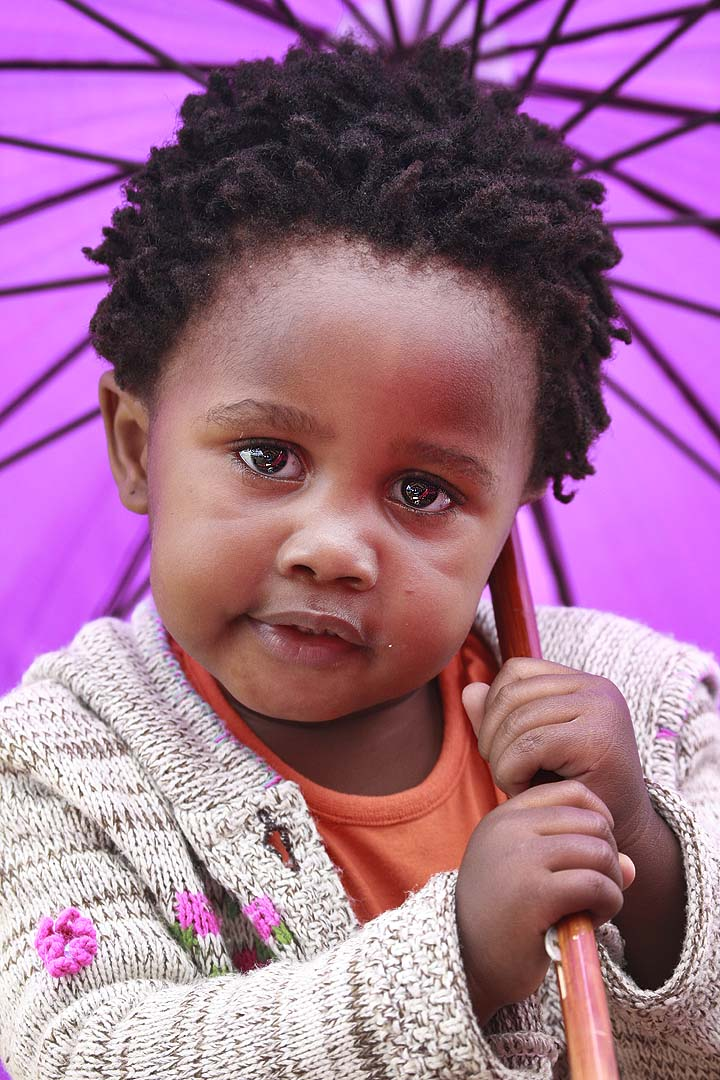
小孩取雨傘
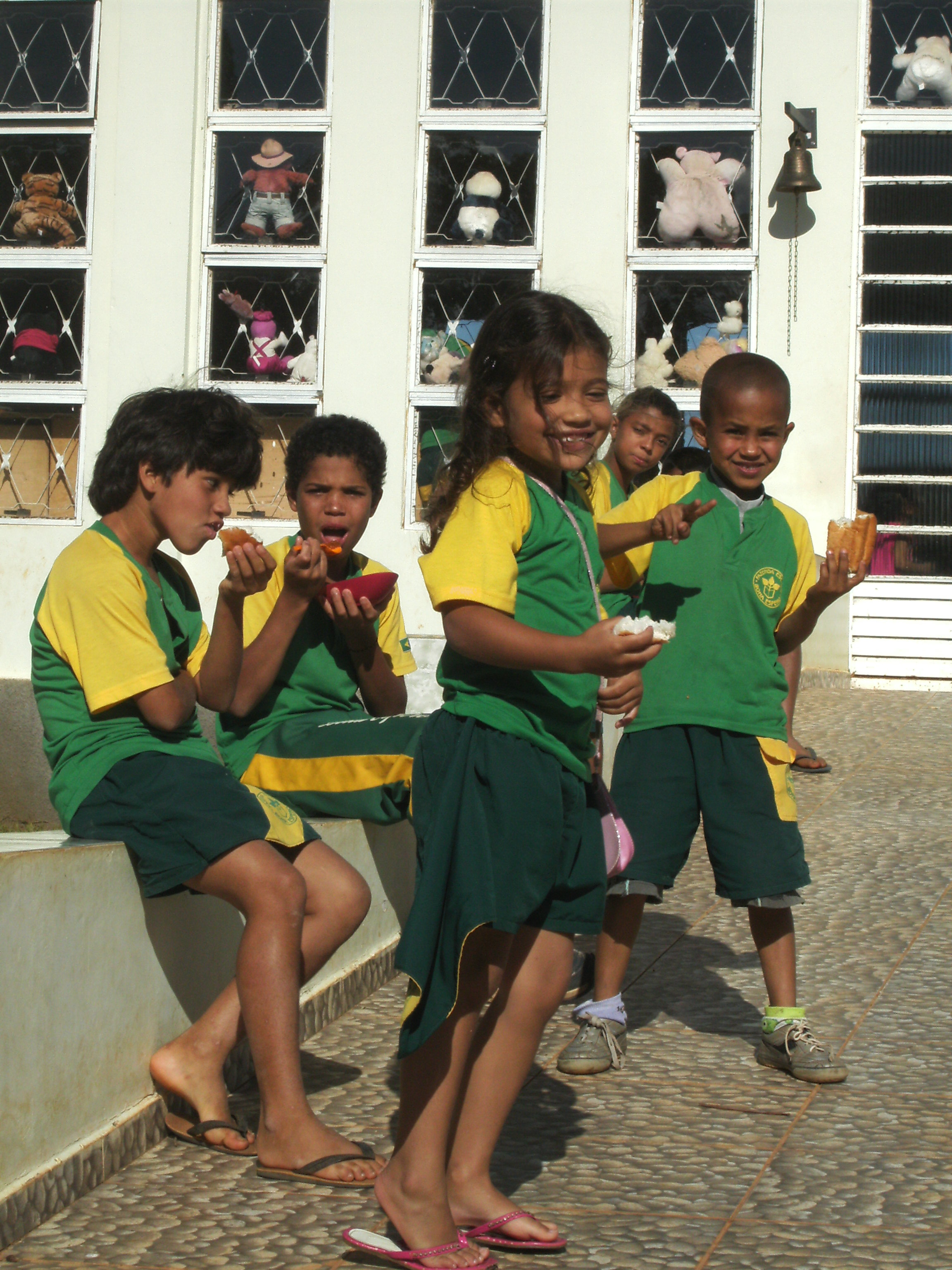
玩耍的儿童们
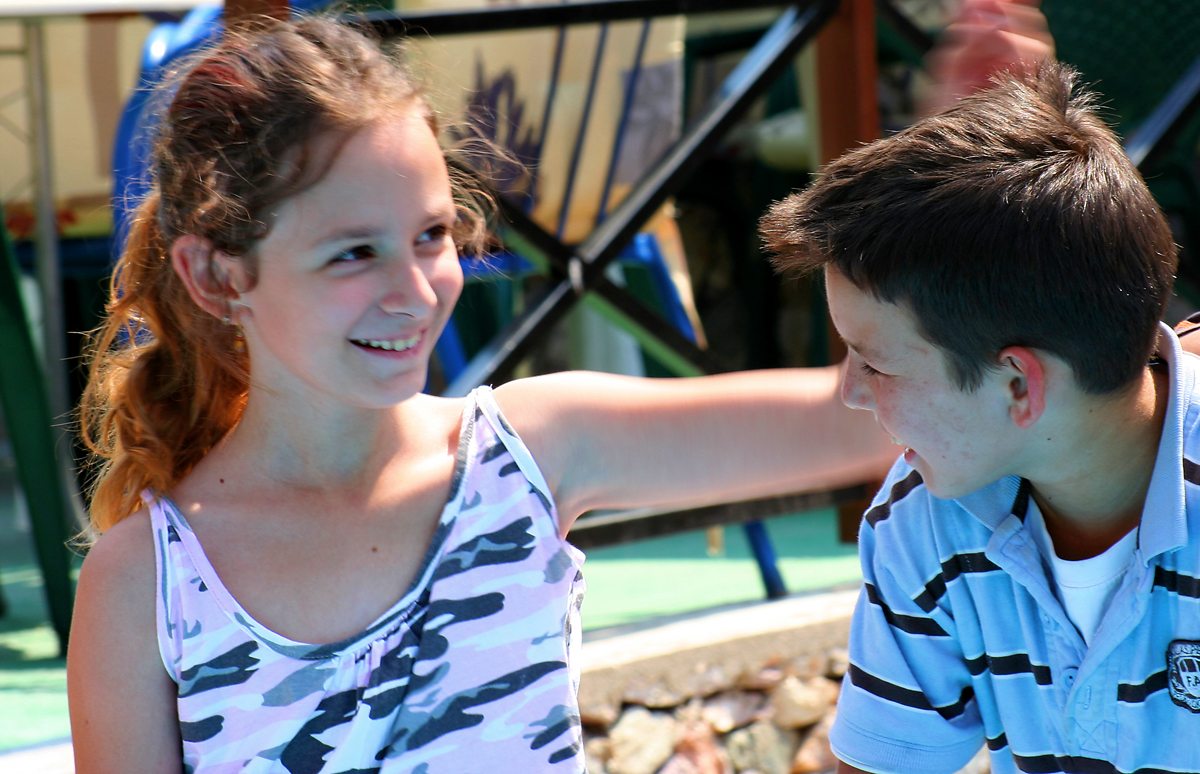
一對小朋友
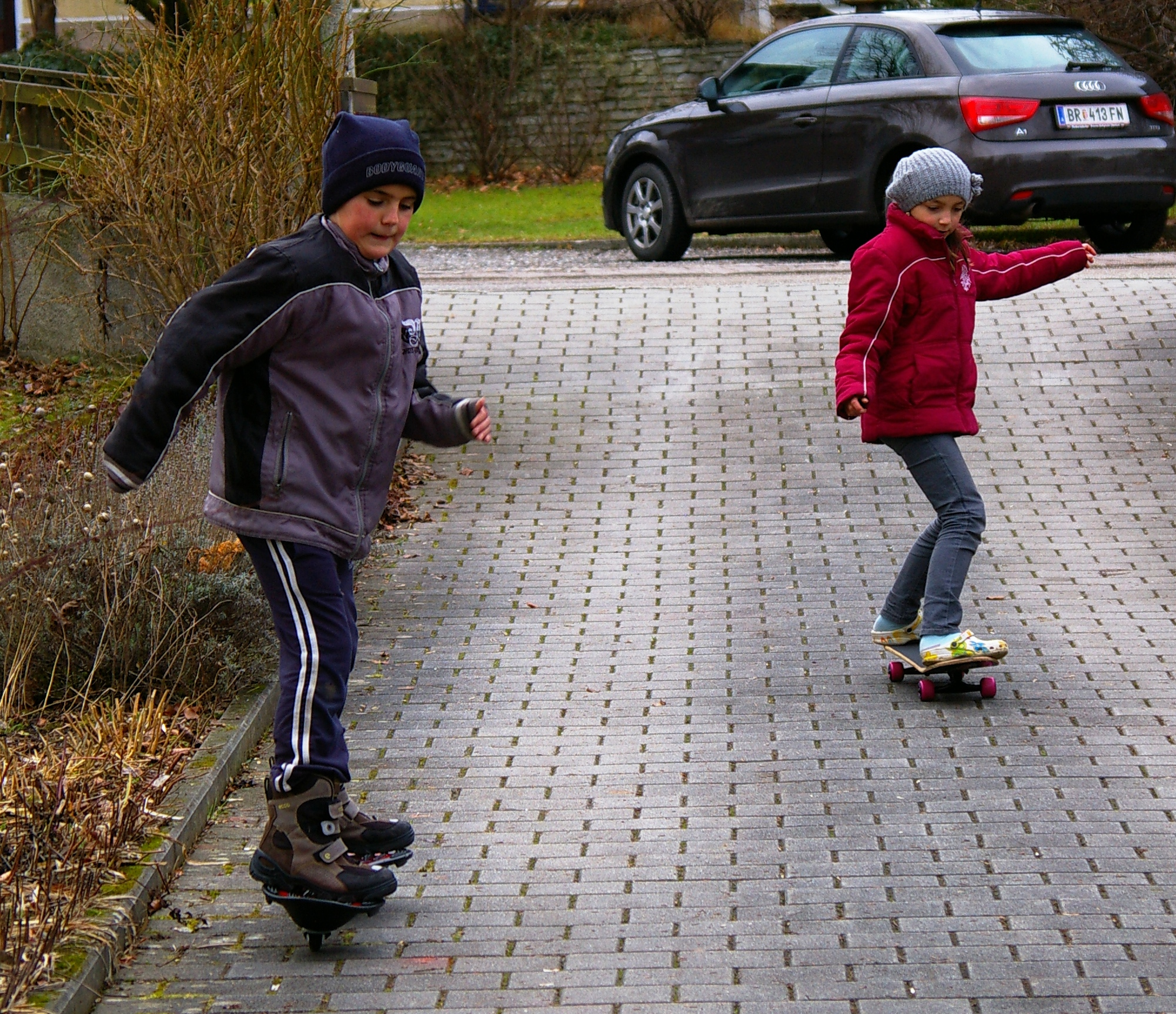
玩滑板的小孩
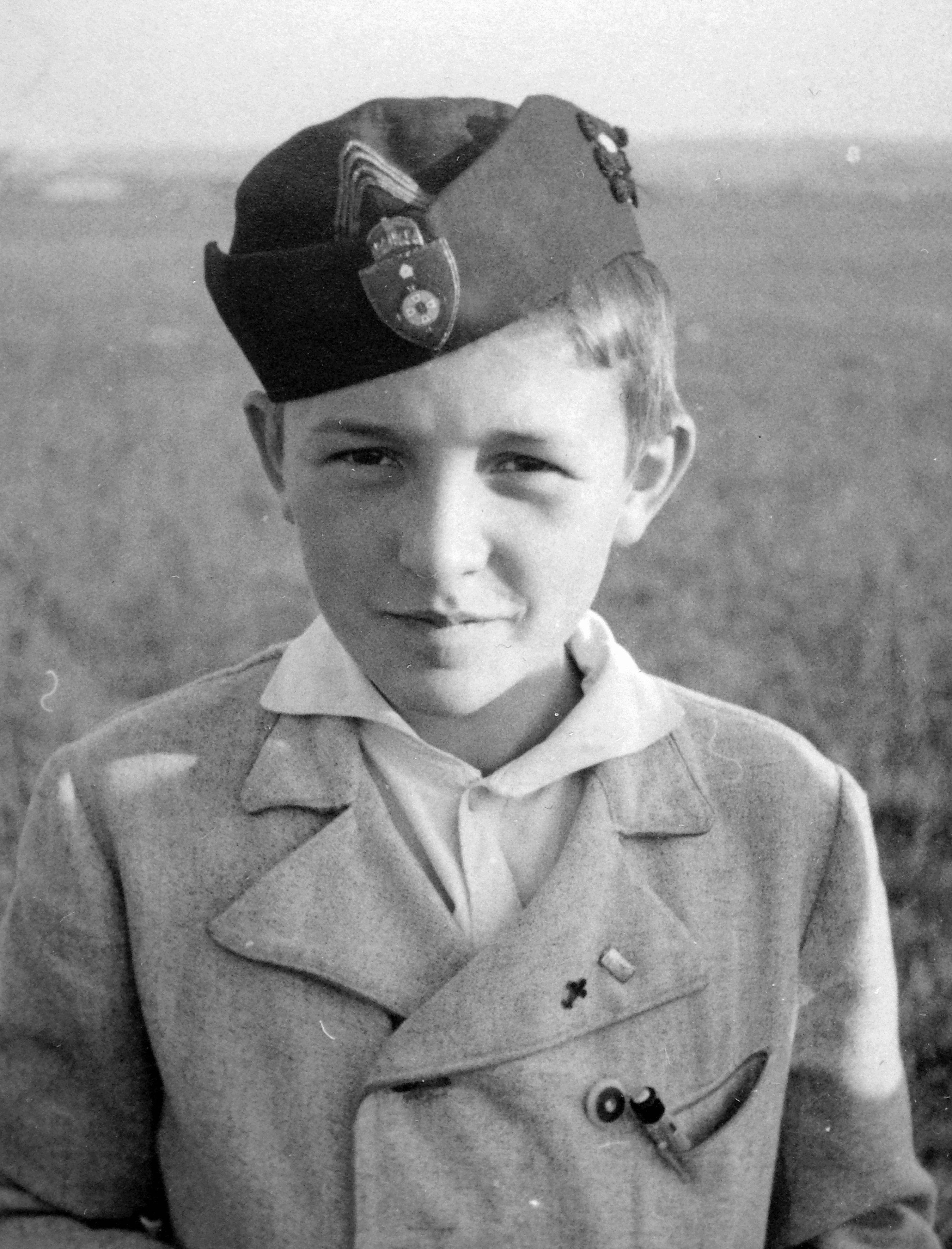
近代的小男孩
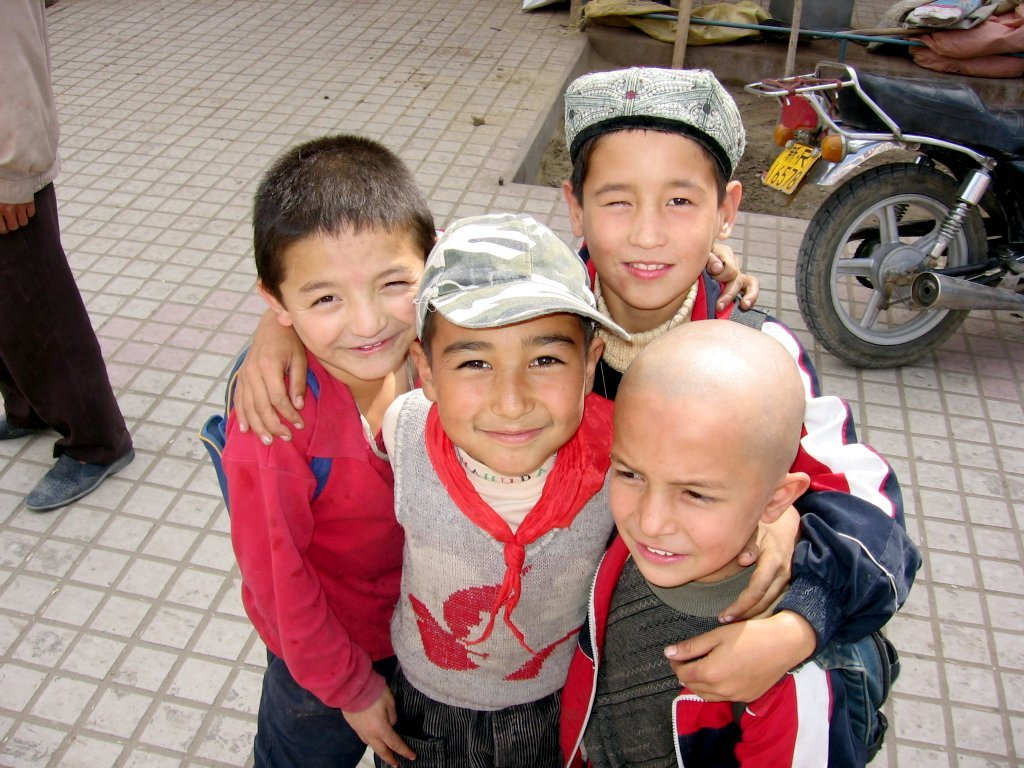
一群男孩子
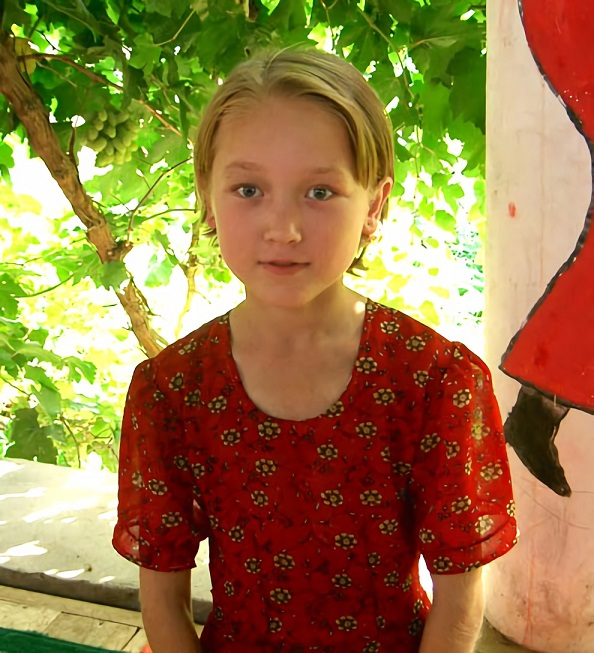
维吾尔女孩
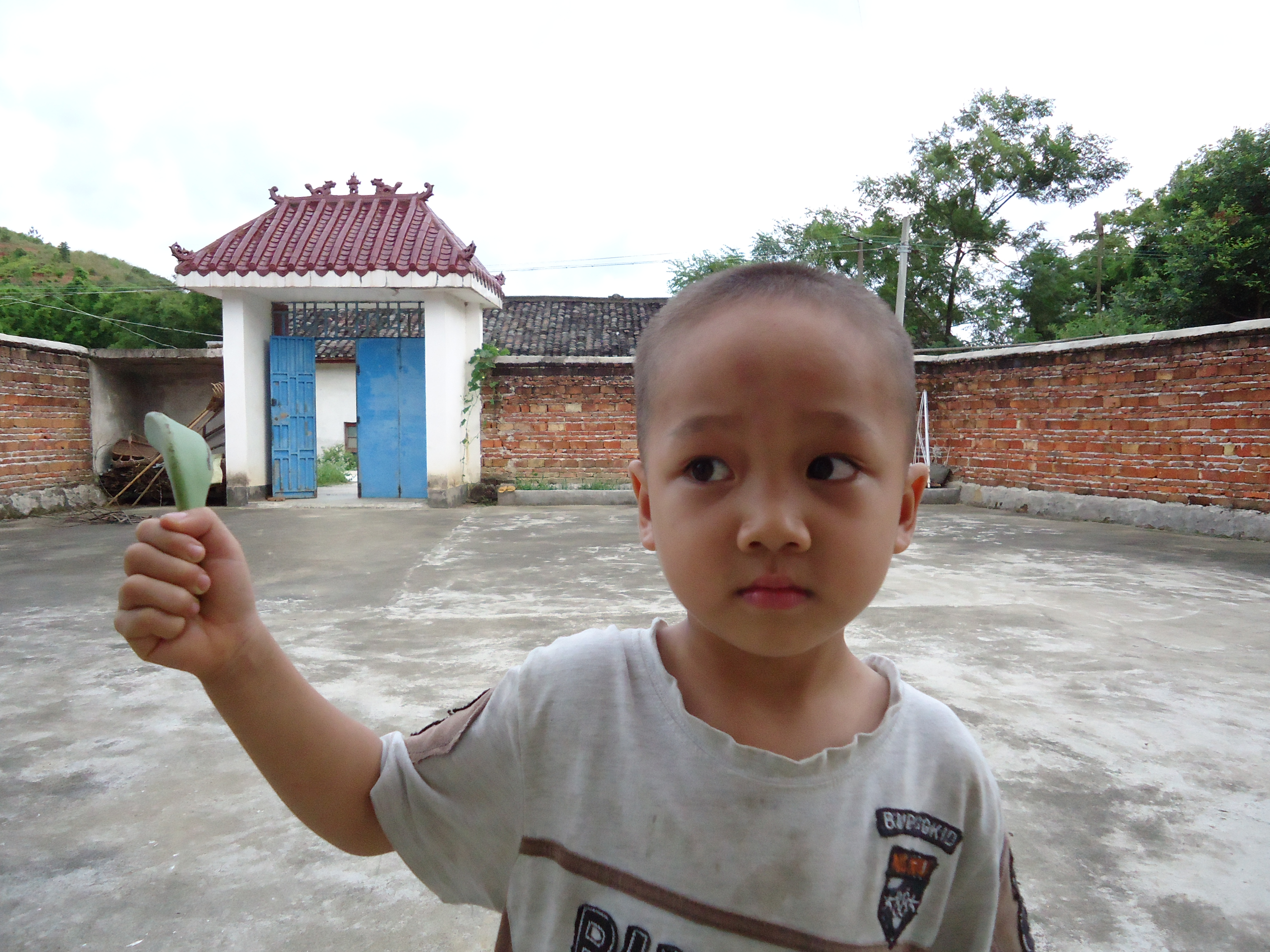
中国江西省的儿童
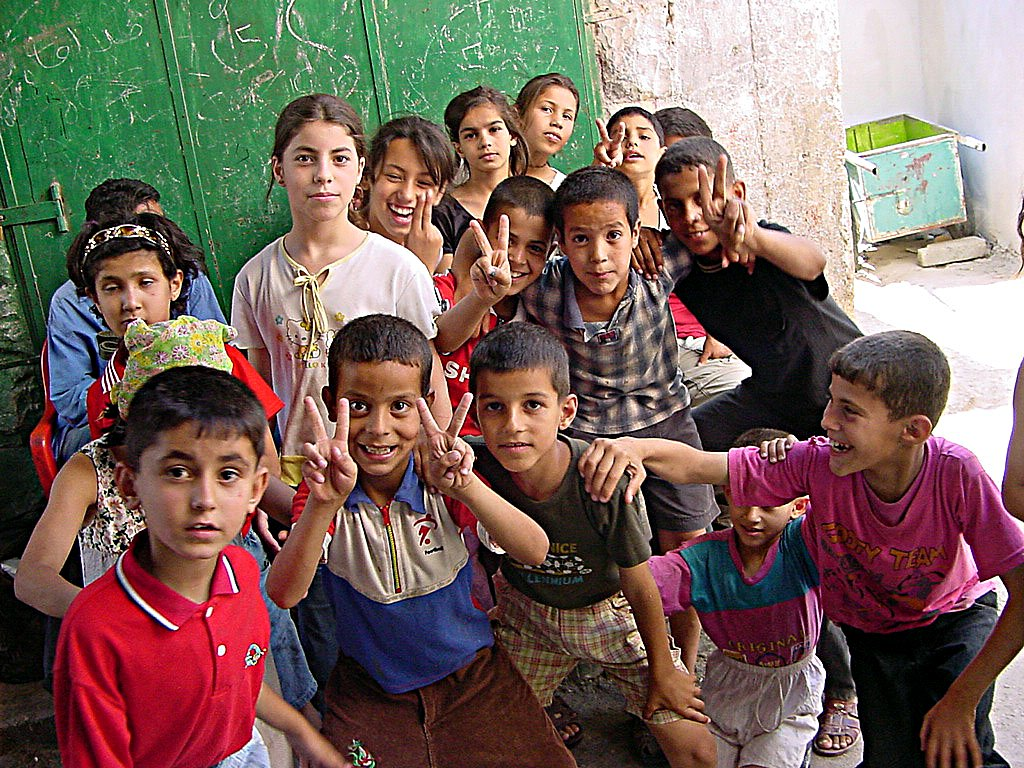
巴勒斯坦兒童
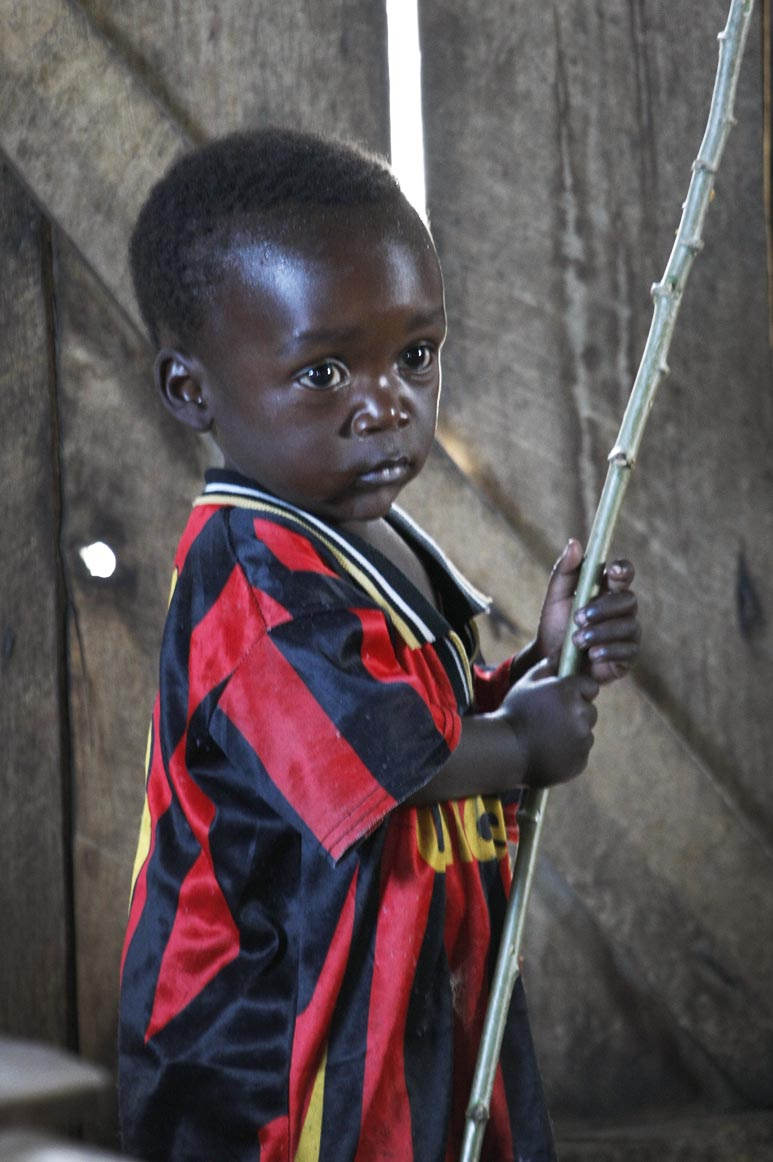
非洲儿童
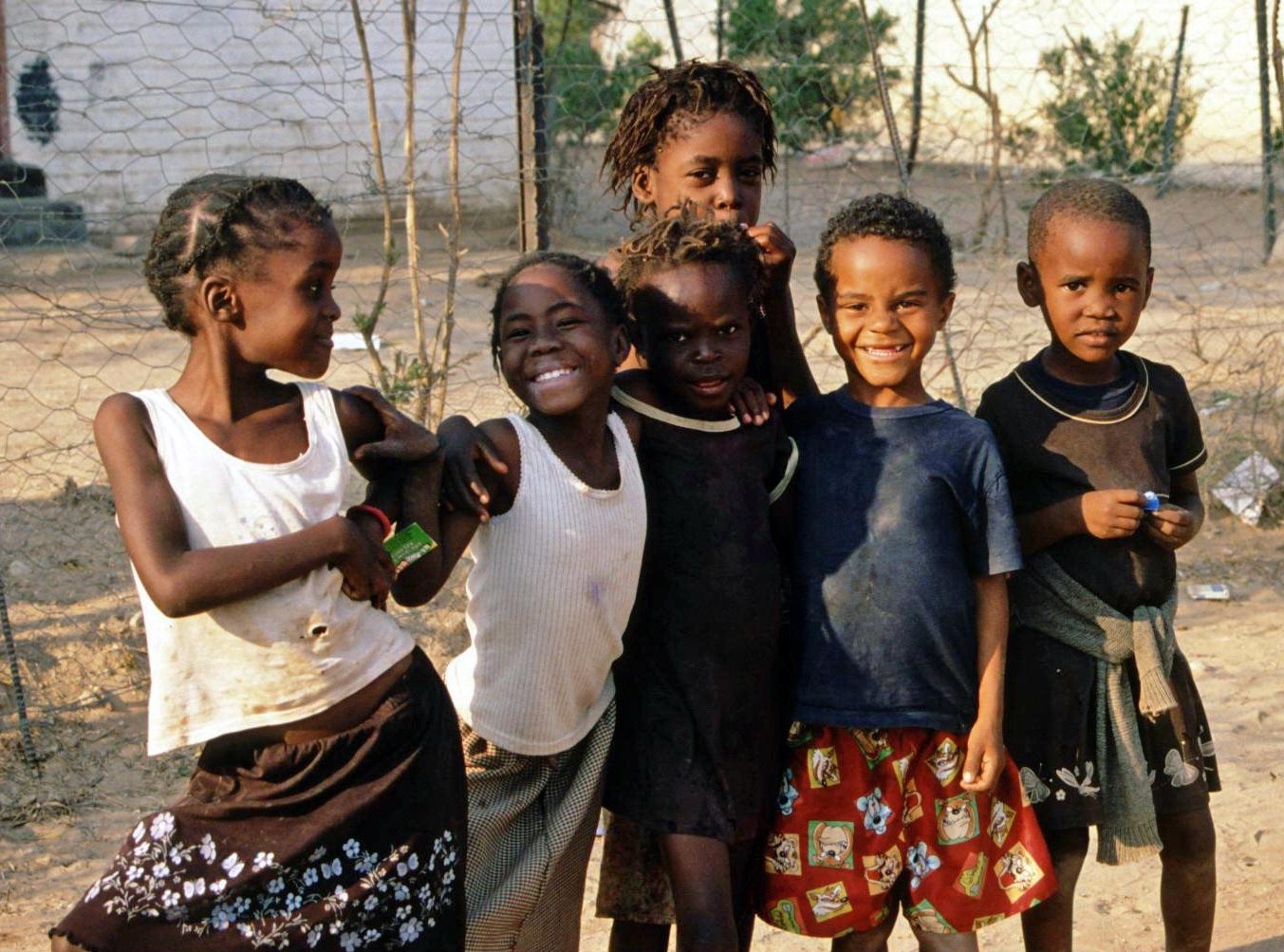
纳米比亚儿童
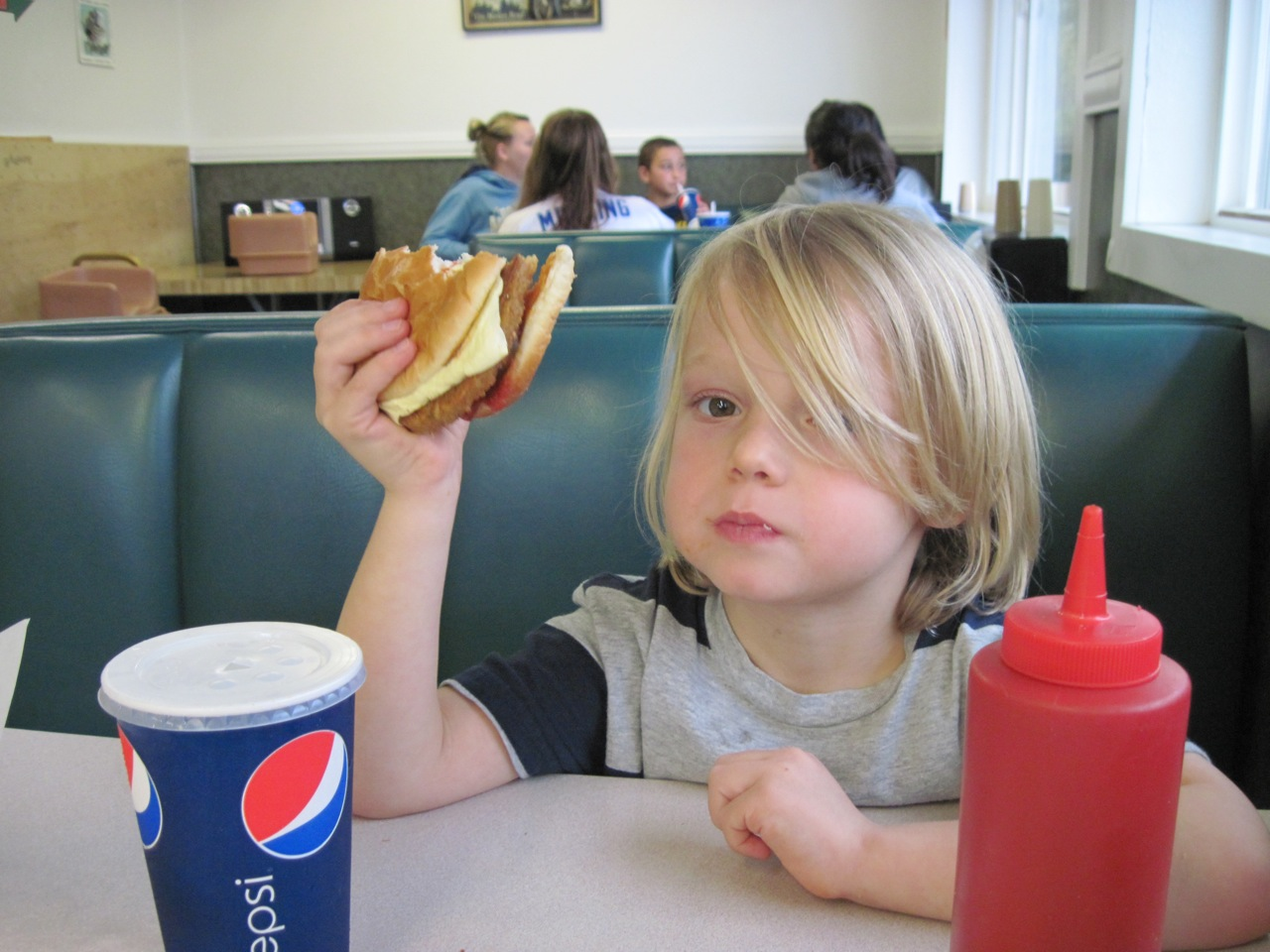
美國兒童
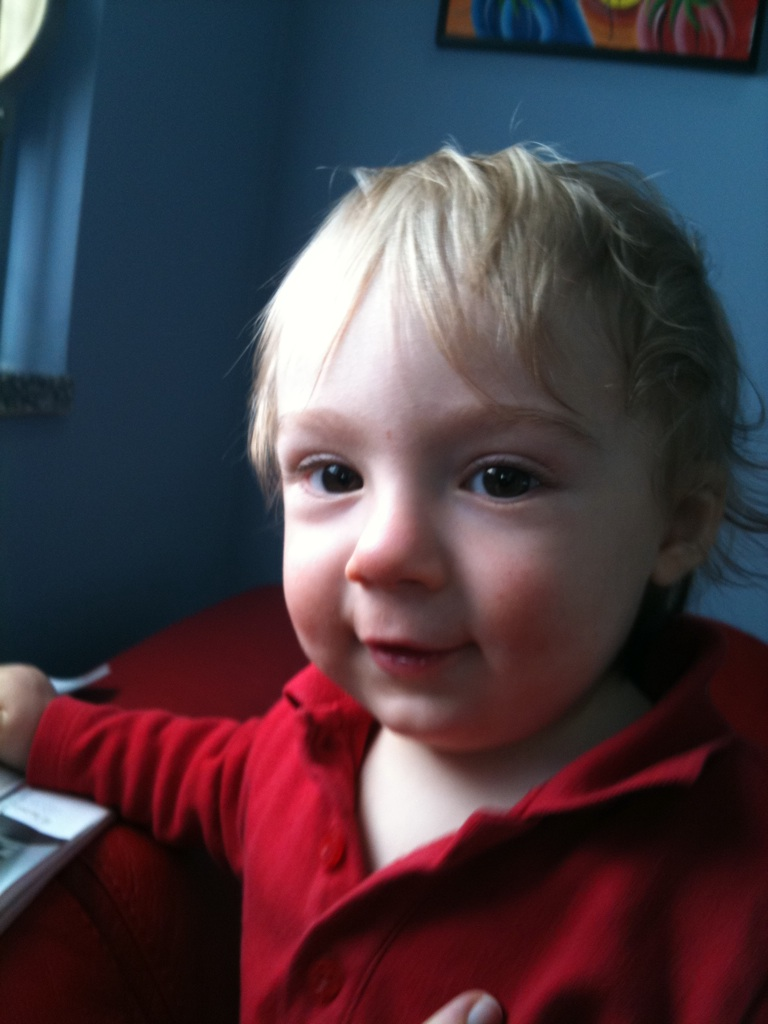
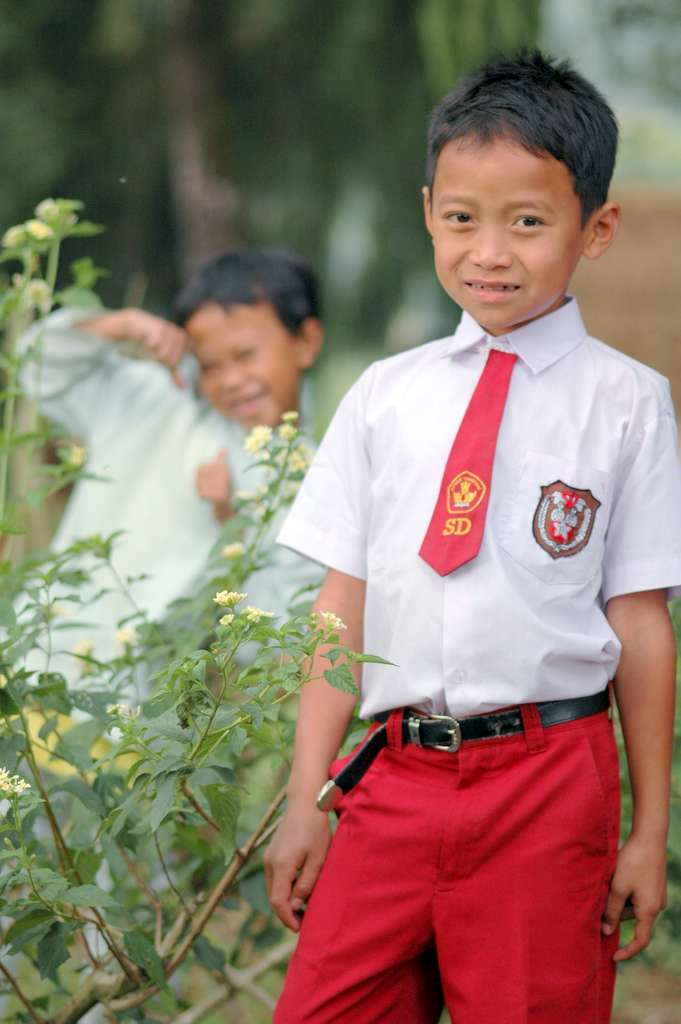
印度尼西亚小学生
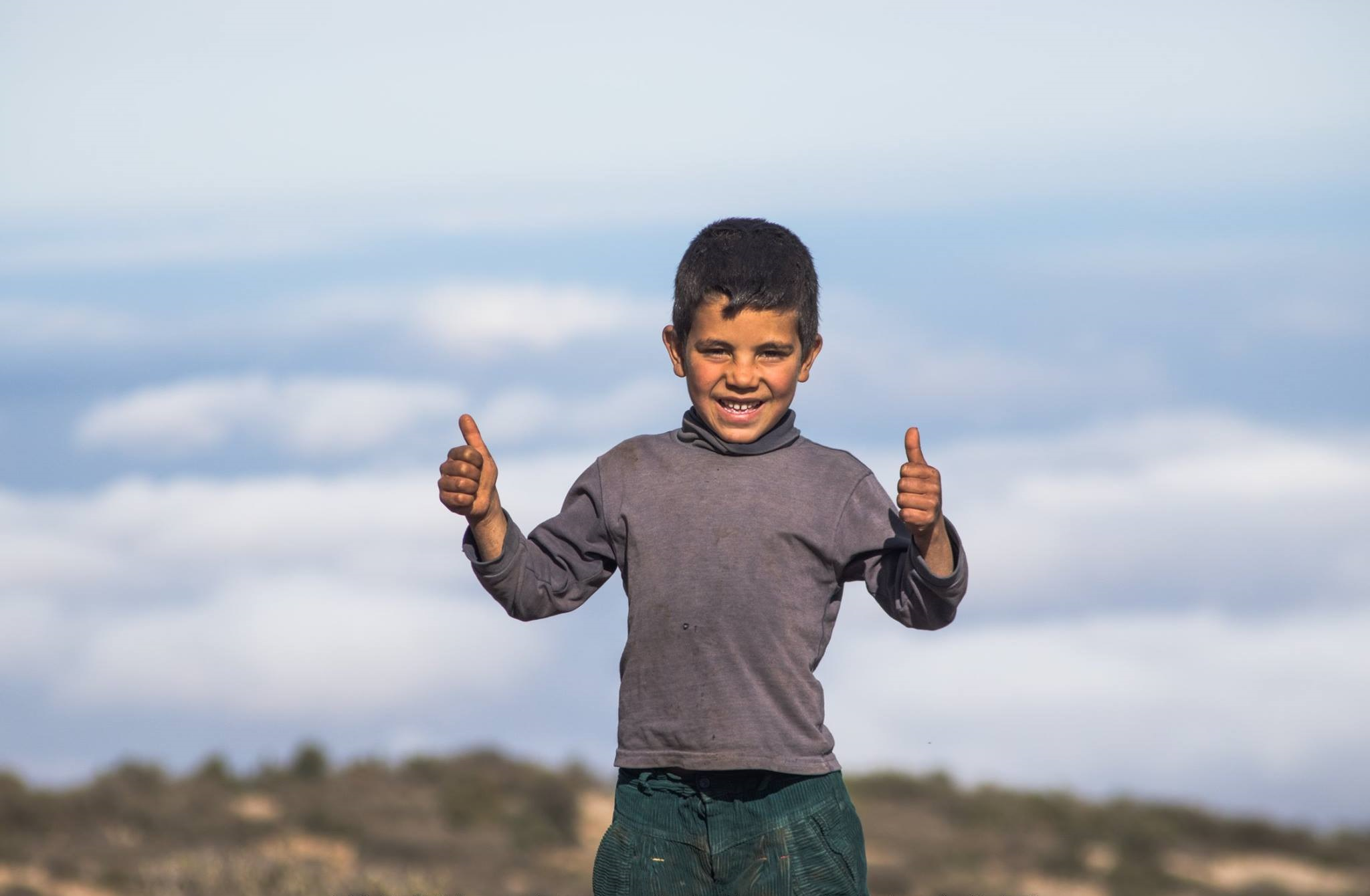
南亞小男孩